# Экономика Латвии
Экономика Латвии занимает 109-е место среди стран мира по объёму ВВП по (ППС), по состоянию на 2023 год. По классификации МВФ экономика Латвии является развитой, а по классификации Всемирного банка входит в группу стран с высоким уровнем доходов. Среди постсоветских стран Латвия является одной из самых развитых (3-е место после Эстонии и Литвы). По ВВП на душу населения (номинал) — $23 176. По ВВП на душу населения (ППС) — $41 938.

## Общая характеристика
Латвия находится на 19 месте (данные на 2018 год) из 190 в рейтинге Всемирного банка по лёгкости ведения бизнеса в стране.
В 1999 году Латвия вступила в Всемирную торговую организацию, в 2004 году — в Европейский союз, с 1 января 2014 года Латвия перешла на использование евро, 2 июня 2016 года Латвия стала 35-м членом Организации экономического сотрудничества и развития (ОЭСР).
Минимальная зарплата, установленная правительством, — 740 евро (2025), средняя заработная плата по стране в 2023 году составила 1537 евро. Уровень безработицы — 6,1 % (2019).
Сельское хозяйство основывается на мясо-молочном животноводстве, выращиваются зерновые культуры, картофель и овощи.
Примерно 66 % товаров промышленности реализуется на экспортных рынках, поставляя прицепы, электротовары, текстильные изделия, химические вещества, продукцию металлообрабатывающей и деревообрабатывающей промышленности.
В целом, в страны ЕС Латвия вывозит 70 % общего объёма экспорта.
Влияние одного дополнительного выходного дня (следующего после дня завершающего концерта Всеобщего праздника латышской песни и танца; был введен с 2015 года) на экономику Латвии оценивается, по подсчетам Министерства экономики, как небольшое — от 0,08 до 0,1 % от ВВП.

### ВВП
Экономика Латвии пережила один из самых высоких темпов роста ВВП (валовой внутренний продукт) в Европе (см. Балтийские тигры): так, с 2005 по 2007 гг. среднегодовые темпы роста ВВП превысили 10 %, поскольку крупные притоки иностранного капитала стимулировали существенный рост потребительских расходов.
Глобальный финансовый кризис 2007—2008 годов привел к экономическому кризису в Латвии и сокращению ВВП в 2009 году примерно на 18 %, что является одним из крупнейших спадов в мире в течение года.
В то же время, с середины 2010 года, ВВП Латвии снова начал расти, главным образом благодаря растущей роли экспорта.
По годам:
С 2011 по 2013 год, ВВП рос в среднем на 4,4 % в год.
- 2012 — по регионам страны: Рига — 52,17 %, Пририжье — 14,61 %, Курземе — 10,30 %, Земгале — 8,32 %, Латгалия — 8,27 %, Видземе — 6,14 %, за пределами страны — 0,15 %.[22]
- 2013 — 22,762890 млрд евро (+3,0 %)[23][24]
- 2014 — 23,580868 млрд евро (+2,4 %)[23][25]
- 2015 — 24,38 млрд евро (+2,7 %)[26] [25]; в этом году размер ВВП в фактических ценах впервые превысил показатель докризисного 2008 года[27].
- 2016 — 25,018230 млрд евро (+2,0 %)[28]
- 2017 — 27,80 млрд евро (+4,5 %)
- 2018 (прогноз) — 28,35 млрд евро  (+4,8 %[29])

на 2024 г. в апреле Банк Латвии снизил прогноз роста ВВП с 2 до 1,8 % (но, по словам Страутиньша, на деле экономика в этом году может вырасти ещё меньше, до 1,2 %).
| Год                                                        | 2000¹ | 2001¹ | 2002¹ | 2003¹ | 2004² | 2005²  | 2006²  | 2007² | 2008²  | 2009²   | 2010²  | 2011² | 2012²  | 2013² | 2014² | 2015² | 2016² | 2017² | 2018² | 2019² | 2020²  | 2021² |
| ---------------------------------------------------------- | ----- | ----- | ----- | ----- | ----- | ------ | ------ | ----- | ------ | ------- | ------ | ----- | ------ | ----- | ----- | ----- | ----- | ----- | ----- | ----- | ------ | ----- |
| Изменения ВВП в Латвии                                     | 6,9 % | 8,0 % | 6,5 % | 7,2 % | 8,9 % | 10,2 % | 11,6 % | 9,8 % | −3,2 % | −14,2 % | −2,9 % | 5,0 % | 4,8 %  | 4,2 % | 2,4 % | 2,7 % | 2,0 % | 4,5 % | 4,0 % | 2,0 % | −3,6 % | 3,9 % |
| Изменения ВВП в ЕС                                         |       |       |       |       |       | 2,1 %  | 3,3 %  | 3,1 % | 0,4 %  | −4,4 %  | 2,1 %  | 1,7 % | −0,5 % | 0,2 % | 1,6 % | 2,2 % | 1,9 % | 2,2 % |       |       |        |       |
| ¹ Данные Международного валютного фонда ² Данные Евростата |       |       |       |       |       |        |        |       |        |         |        |       |        |       |       |       |       |       |       |       |        |       |

Структура ВВП в 2015 году
| ВВП в текущих ценах, 2015 г., тыс. евро                                                                            | 24 377 712 | %     |
| Сельское хозяйство, лесное хозяйство и рыболовство                                                                 | 705 611    | 2,89  |
| Добыча полезных ископаемых; электричество, газ, отопление и кондиционирование; водоснабжение; сточные воды, отходы | 919 916    | 3,77  |
| Обрабатывающая промышленность                                                                                      | 2 625 146  | 10,77 |
| Строительство | 1 409 167  | 5,78  |
| Оптовая и розничная торговля; ремонт моторных транспортных средств и мотоциклов                                    | 2 989 117  | 12,26 |
| Транспорт и хранение                                                                                               | 2 043 815  | 8,38  |
| Услуги по размещению и общественному питанию                                                                       | 402 844    | 1,65  |
| Информационные и коммуникационные услуги                                                                           | 1 031 693  | 4,23  |
| Финансовая и страховая деятельность                                                                                | 1 001 682  | 4,11  |
| Операции с недвижимостью                                                                                           | 2 702 594  | 11,09 |
| Профессиональные, научные и технические услуги; административной и сервисной деятельности;                         | 1 886 234  | 7,74  |
| Государственное управление и оборона; обязательное социальное страхование                                          | 1 607 533  | 6,59  |
| Образование | 1 065 148  | 4,37  |
| Здоровье и социальная помощь                                                                                       | 702 631    | 2,88  |
| Искусство, развлечения и отдых                                                                                     | 472 246    | 1,94  |
| Налоги на продукты                                                                                                 | 2 812 335  | 11,54 |

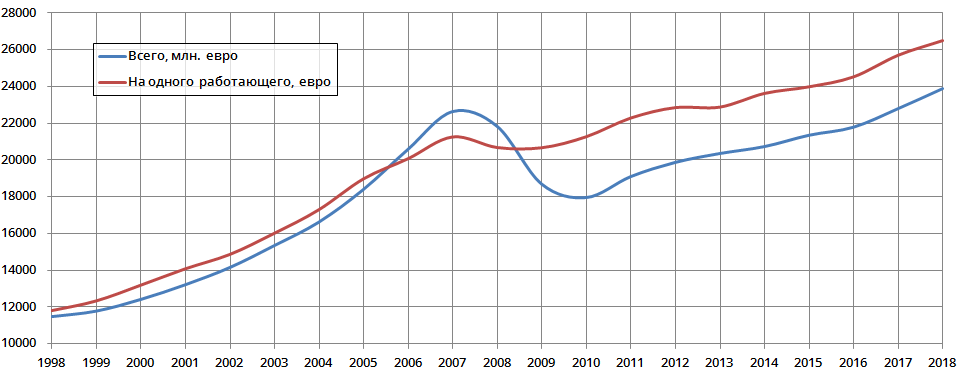
Внутренний валовой продукт Латвии в сопоставимых ценах 2010 г.

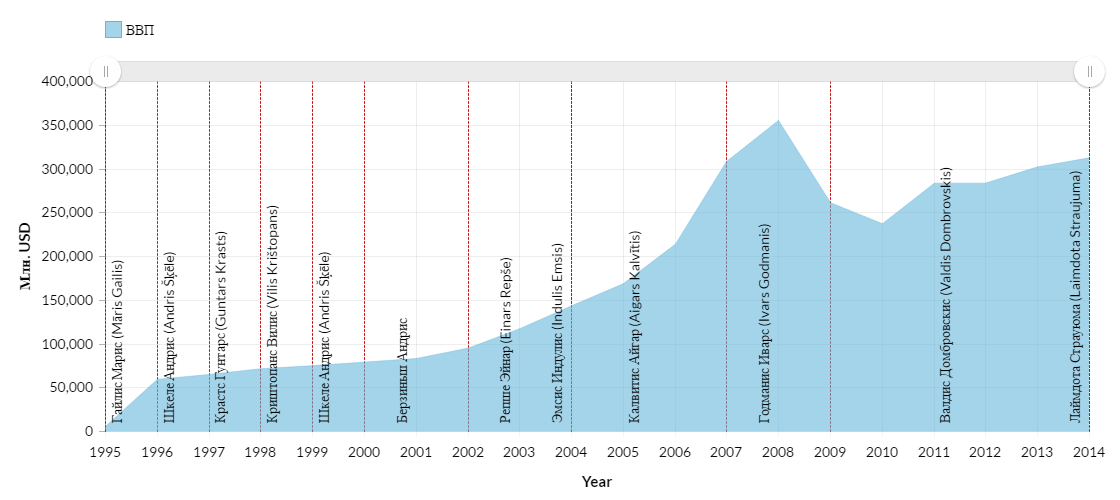

ВВП на душу населения в Латвии, выраженный в стандартах паритета покупательной способности (ППС) составлял, согласно данным Евростата, 55 % в 2010 году, 60 % в 2011 году 64 % от среднего показателя по ЕС в 2015 году и 69 %по итогам 2018 года (для сравнения, самый низкий ВВП на душу населения по паритету покупательной способности ЕС был зарегистрирован в Болгарии (46 %), Румынии (57 %) и Хорватии (58 %); в Литве и Эстонии ВВП на душу населения в 2015 году составлял 74 % от среднего показателя по ЕС).
В 2021 году, по данным МВФ, ВВП на душу населения составил 20 546 долларов (в Литве — 23 386, в Эстонии — 27 962, в России — 12 219, в Белоруссии — 7295 долл.)

## Инфляция
После дефляции, вызванной кризисом, когда 12-месячная инфляция потребительских цен упала до −4,2 % в феврале 2010 года, цены снова начали расти. В 2011 году 12-месячная инфляция потребительских цен составила 4 %, а в 2012 году она составила 1,6 %.
В 2013 году потребительские цены снизились на 0,4 %, но в 2014 году произошло умеренное повышение цен — на 0,2 %. Наибольшее влияние на потребительские цены в последние годы оказало падение цен на нефть и продовольствие в мире.
В 2015 году произошло умеренное повышение цен — среднегодовая инфляция составила 0,2 %; наибольшее влияние оказало повышение цен на электроэнергию и алкогольные напитки, а также снижение цен на топливо и продукты питания.
В декабре 2017 года, по сравнению с декабрем 2016 года, цены в целом выросли на 2,2 %.
В июле 2022 года уровень инфляции в Латвии достиг 21 %. По оценкам Euronews, это произошло из-за их сильной зависимости от импорта энергоносителей.
Данные в годовом исчислении:
| Год  | Инфляция |
| ---- | -------- |
| 2004 | 6.2      |
| 2005 | 6.9      |
| 2006 | 6.6      |
| 2007 | 10.1     |
| 2008 | 15.3     |
| 2009 | 3.3      |
| 2010 | -1.2     |
| 2011 | 4.4      |
| 2012 | 2.3      |
| 2013 | 0.0      |
| 2014 | 0.7      |

| Дата    | Инфляция |
| ------- | -------- |
| 01.2007 | 7,1      |
| 02.2007 | 7,3      |
| 03.2007 | 8,5      |
| 04.2007 | 8,9      |
| 05.2007 | 8,2      |
| 06.2007 | 8,8      |
| 07.2007 | 9,5      |
| 08.2007 | 10,1     |
| 09.2007 | 11,4     |
| 10.2007 | 13,2     |
| 11.2007 | 13,7     |
| 12.2007 | 14,1     |

| Дата    | Инфляция |
| ------- | -------- |
| 01.2008 | 15,8     |
| 02.2008 | 16,7     |
| 03.2008 | 16,8     |
| 04.2008 | 17,5     |
| 05.2008 | 17,9     |
| 06.2008 | 17,7     |
| 07.2008 | 16,7     |
| 08.2008 | 15,7     |
| 09.2008 | 14,9     |
| 10.2008 | 13,8     |
| 11.2008 | 11,8     |
| 12.2008 | 10,5     |

| Дата    | Инфляция |
| ------- | -------- |
| 01.2009 | 9,8      |
| 02.2009 | 9,6      |
| 03.2009 | 8,2      |
| 04.2009 | 6,2      |
| 05.2009 | 4,7      |
| 06.2009 | 3,4      |
| 07.2009 | 2,5      |
| 08.2009 | 1,8      |
| 09.2009 | 0,5      |
| 10.2009 | -0,9     |
| 11.2009 | -1,2     |
| 12.2009 | -1,2     |

| Дата    | Инфляция |
| ------- | -------- |
| 01.2010 | -3,1     |
| 02.2010 | -4,2     |
| 03.2010 | -3,9     |
| 04.2010 | -2,7     |

## Бюджет страны

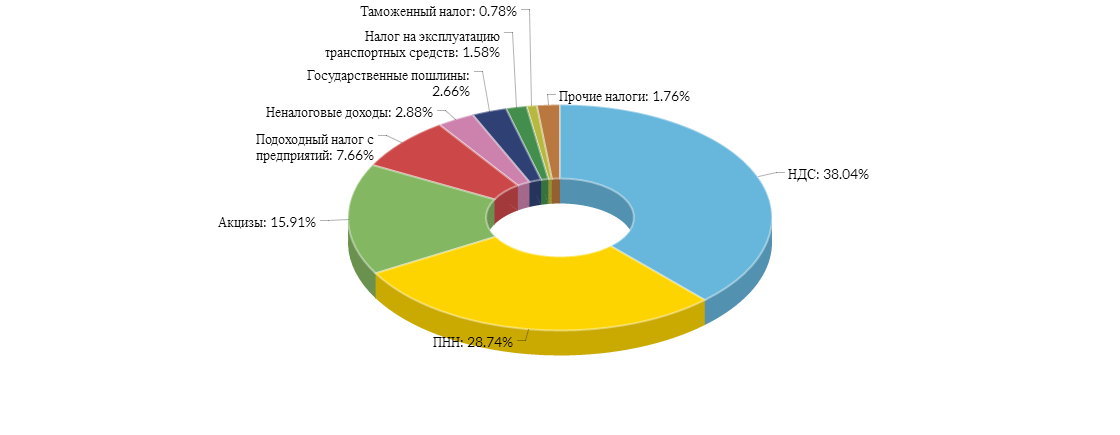

- 2014 (принят): доходы — 8,4241 млрд евро, расходы — 8,7902 млрд евро (дефицит бюджета: прогноз 138 млн евро (0,6 % ВВП); фактический 366,1 млн евро (1,5 % ВВП))
- 2015 (принят): доходы — 7,253 млрд евро, расходы — 7,471 млрд евро (дефицит бюджета: прогноз 217,9 млн евро (1 % ВВП))
- 2016 (принят): доходы — 7,4 млрд евро, расходы — 7,69 млрд евро (дефицит бюджета: прогноз 290,0 млн евро (1 % ВВП))
- 2017 (принят): доходы — 8,066 млрд евро, расходы — 8,367 млрд евро (Прогноз дефицита бюджета — 1,1 % ВВП)
- 2018 (проект): доходы — 8,75 млрд евро, расходы — 8,95 млрд евро (Прогноз дефицита бюджета — 1 % ВВП, Потолок госдолга (на конец года) — 10,25 млрд евро).

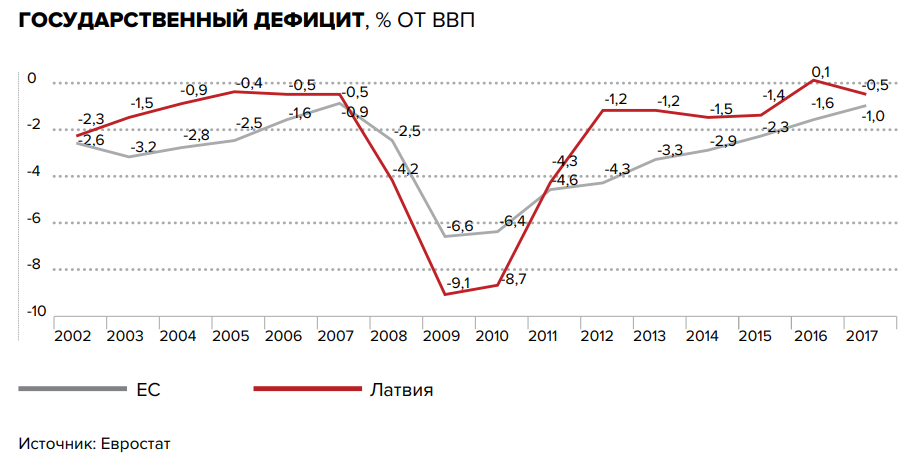
ГОСУДАРСТВЕННЫЙ ДЕФИЦИТ ЛАТВИИ, % ОТ ВВП

В декабре 2012 года правительством принят план сокращения дефицита бюджета: 2013 г. — 1,4 % от ВВП, в 2014 году — 0,8 % от ВВП, в 2015 году — 0,3 % от ВВП.
В декабре 2014 года правительством принят план сокращения дефицита бюджета: 2015 г. — 1 % от ВВП, в 2016 году — 0,9 % от ВВП, в 2017 году — 0,7 % от ВВП
В 2017 и 2018 гг. планировалось создать резерв фискального обеспечения в размере 0,1 % ВВП

### Внешний долг
Поскольку экономика преодолела спад и консолидировала бюджетные расходы, государственный долг сокращался с 2010 года в течение четырёх лет подряд.

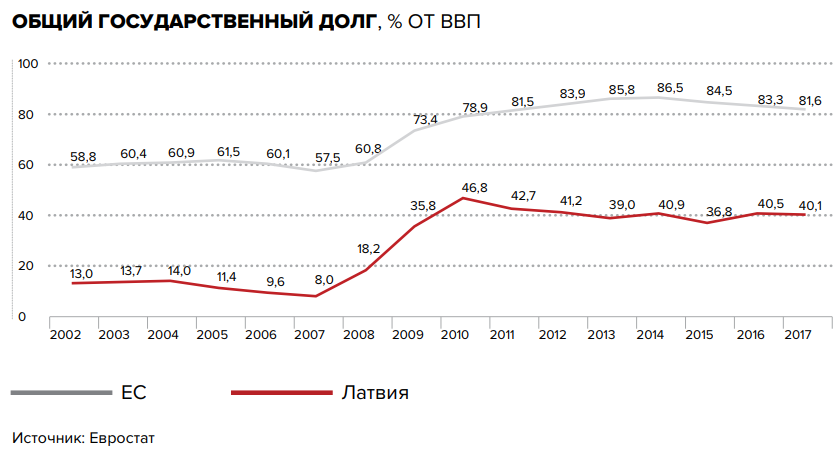
ОБЩИЙ ГОСУДАРСТВЕННЫЙ ДОЛГ, % ОТ ВВП

Латвия имела четвёртый самый низкий по величине государственный долг в Европейском союзе в 2015 году. Ниже он был только у Болгарии (26,7 %), Люксембурга (21,4 %) и Эстонии (9,7 %) (для сравнения, отдельные страны ЕС — Греция — 176 %, Италия — 132 %, Франция — 95 %, Германия — 71,2 %).
Долгосрочные инвестиционные рейтинги международных агентств для Латвии, март 2016 года
| Fitch Ratings Moody’s Standard & Poor’s R&I | A- (Перспектива: Стабильный) A3 (Перспектива: Стабильный) A+ (Перспектива: Стабильный) |

- На 31.12.2016 государственный долг: центрального правительства 10,038300 млрд евро; общий 10,109551 млрд евро[41].
- На 31.12.2015 государственный долг: центрального правительства 8,888516 млрд евро; общий 8 898785 млрд евро[41].
- На 31.12.2014 государственный долг: центрального правительства 9,534639 млрд евро; общий 9,660062 млрд евро[41].
- На 31.12.2013 государственный долг: центрального правительства 8,648537 млрд евро; общий 8,892715 млрд евро[41].
- На 31.12.2012 государственный долг: центрального правительства 8,818991 млрд евро; общий 9,020046 млрд евро[41].

Данные обновлены 06.10.2017 в связи с изменением данных за предыдущий период (2014—2016 годы) на официальном сайте ЦСУ Латвии.

## История

### До XVIII века
Истоки промышленности Латвии уходят в 17 век, в герцогство Курляндия и Семигалия — существовавшее в западной части современной Латвии, на территории исторических областей Курземе (Курляндия), Земгале (Семигалия) и Селия (Селония), с 1561 по 1795 год.
Герцогом Яковом были созданы железоделательныe заводы в Балдоне, Ангерне, Бушгофе, Нейгуте, Эдене, медный завод в Туккумсе, стальной завод близ Митавы и ружейном завод близ Шрундена работающих на привозном сырье из Норвегии и Швеции.. Герцог устраивал в местностях, богатых лесом, дегтярни, лесопильные и бондарные заводы, а также стеклянные и мыловаренные заводы, селитоварни, писчебумажные (в Тамедорфе) и суконные фабрики (в Мезотене и Анненбурге). Курляндия производила больше, чем она сама и соседи её, Швеция и Польша, потребляли. Торговые отношения были установлены не только с ближайшими странами, такими как Речь Посполитая, Русское царство, Пруссия, но и с Англией, Францией, Нидерландами, Португалией и др. Герцог Якоб пытался начать торговлю даже с Персией через Русское Царство. За границу герцогство вывозило инструменты, мушкеты, порох, пушки, пеньку, зерно, уголь, дёготь, и даже вино, которое, хоть и в малом количестве, производилось в городке Сабиле. Продажа этих товаров приносило герцогу Якобу огромные доходы, он стал богаче всех немецких герцогов Европы того времени. Ввозило герцогство в основном только соль, железо, золото и пряности. Тогда же Якоб арендовал у датского короля железные рудники в Норвегии.
Главные гавани для вывоза готовой продукции были Либава, Закенгаузен и Виндава. В Виндаве строились тоже корабли и не только торговые, но и военные. Около 1658 г. Курляндия обладала торговым флотом в более чем 60 крупных судов и военным в 44 корабля, из которых некоторые имели 70 орудий.
Герцогство основало также колонии в Западной Африке (у реки Гамбии) и на острове Тобаго в Карибском бассейне у берегов Южной Америки.

### В составе Российской империи (1721—1917)
Выгодное географическое положение, развитая железнодорожная и портовая система, а также доступность образованной рабочей силы были главными факторами, которые обеспечили развитие промышленности в составе Российской империи. Изначально в ней доминировала тяжелая промышленность — металлообработка и машиностроение, химическая промышленность, в которой с использованием импортного сырья производили такую продукцию как железнодорожные вагоны, автомообили, велосипеды, производственное и сельскохозяйственное оборудование, резиновые сапоги, покрышки; большая часть всего этого вывозилась в Россию.
Текстильная промышленность обеспечивала пряжей, нитками и мешками, деревообрабатывающая — досками, дровами и фанерой.
В этом периоде уже появились очертания регионального неравентства, поскольку около 70 % промышленного производства концентрировалось в Риге, тогда как в Латгале — всего 5 %, и те были с низкой добавленной стоимостью — обработка животных продуктов, обработка растительных волокон, лесопилка. В результате этого зарплаты в Латгале были в среднем вдвое ниже, чем в других регионах.

### Период независимости между мировыми войнами
Развитие региона остановила Первая мировая война.
К моменту обретения Латвией независимости её промышленность оказалась почти полностью уничтожена: промышленное оборудование, специалисты и работники с семьями были эвакуированы в Россию. Поэтому промышленность Латвии пришлось создавать заново.
Первоочередной задачей экономики стало обеспечение внутренних нужд. Были импортированы промышленные машины и двигатели, а также сырье и топливо как для металлообработки и машиностроения, так и для текстильной промышленности. Основным ресурсом Латвии оставался богатый человеческий капитал с самым высоким в мире коэффициентом зачисления в университеты на душу населения. Производство высокотехнологичной продукции, такой как радиоприемник VEF и фотокамера Minox, позволяло конкурировать с Европой и Америкой.
На Даугаве в конце 30-х была построена первая гидроэлектростанция — Кегумская ГЭС.
В этот же период образовались такие промышленные предприятия, как Laima, Rīgas Miesnieks, Jelgavas Cukurfabrika, Rīgas audums; тогда же начиналась история предприятия Radiotehnika. После объединения нескольких пивоварен появился Aldaris.
Латвия преодолела Великую депрессию конца 20-х благодаря сильному сельскому хозяйству. На экспорт в Западную Европу шли сало, свекловичный сахар, молочные продукты и ткани.
В 1930-х годах экспорт древесины из Латвии составлял 10 % мирового рынка.

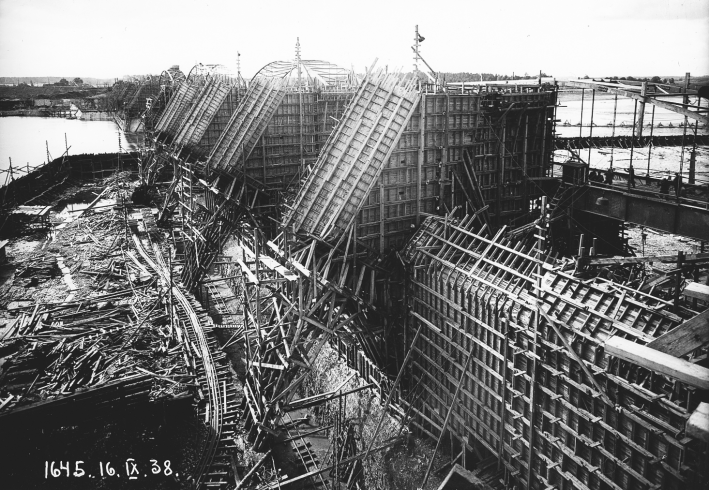
Строительство Кегумской ГЭС, 1937 год
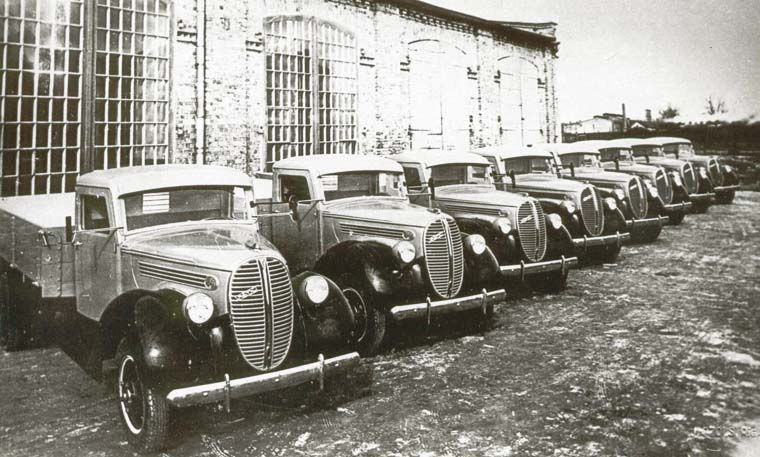
Грузовые автомобили, изготовленные на Ford-Vairogs в 1930-е годы
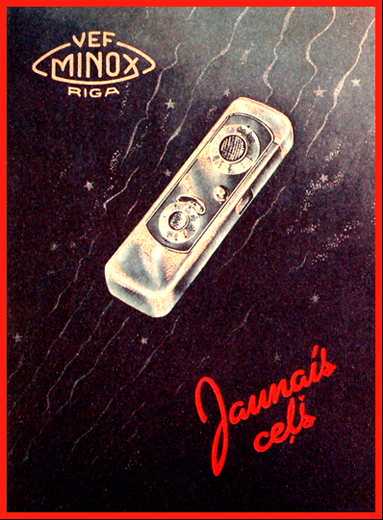
Реклама самой миниатюрной фотокамеры своего времени VEF Minox, 1939 год

### В составе СССР
Очередной этап начался после Второй мировой войны и присоединения Латвии к СССР.
В промышленности большое внимание уделялось именно сфере металлообработки и машиностроения. В промышленности Латвийской ССР более 2/3 объёмов производства составляли пищевая промышленность, металлообработка и машиностроение. Латвия была перестроена согласно централизованному планированию СССР. Промышленные предприятия были национализированы. Перейдя в руки государства, они претерпели изменения, многие были объединены, например, путем слияния предприятия по изготовлению мыла и парфюмерного компании был создан Dzintars; к рыбному заводу Kaija были присоединены другие рыбоперерабатывающие предприятия. Образовались такие предприятия как Rīgas autobusu fabrika (RAF), предприятие по производству одежды Rīgas Modes, производитель напитков «Veldze» и предприятие электрооборудования Straume. Работать продолжал также VEF. 176 заводов Латвийской ССР использовали от 10 до 100 % своей производственной мощности в военных целях. 80 % продукции VEF, крупнейшего завода с около 20 000 рабочих, было военной. Централизованное планирование вызвало повсеместный дефицит. Колхозы никогда не производили больше 45 % от того объёма, который ранее поставляли крестьянские хозяйства. В конце 80-х годов закрылись многие заводы, что, в свою очередь, привело к массовой безработице и краху финансовой системы. 
По оценке ИМЭМО РАН, в 1990 году по ВВП на душу населения Латвия занимала 40-е место в мире.

### Период независимости и вступления в ЕС
После восстановления независимости в 1991 году, промышленность Латвии пережила стремительный спад. В результате существования плановой экономики промышленность технологически отстала, зависела как от поставляемого из СССР сырья, так и рынка сбыта.
Продукция латвийской промышленности в условиях свободного рынка была неконкурентоспособной. Началось освоение знаний, технологий и рынка западных стран. Отрасли, которые в основном рассчитывали на местное сырье, так же, как в период первой независимости — пищевая промышленность и сфера деревообработки — пострадали меньше всего и сумели сохранить доминирующую роль в обрабатывающей промышленности.
После распада СССР и обретения независимости в Латвии были проведены значительные экономические реформы, в 1992 году ввели латвийский рубль, который начиная с 1993 год начал постепенно заменяться на латвийский лат. С 18 октября 1993 года была полностью введена в обращение собственная валюта (лат), проведены приватизация и реституция.
В 1999 году Латвия вступила в Всемирную торговую организацию, в 2004 году — в Европейский союз.
В 2000-е годы экономика стабильно поднималась на 5—7 % в год (в 2006 — 12,6 %, 2007 — 10,3 %) до начала экономического кризиса 2008 года.
Темпы экономического роста в 2000—2007 гг. в странах Балтии были в несколько раз выше среднего уровня ЕС. В Западной Европе их стали называть «балтийскими тиграми»: так, с 2005 по 2007 гг. среднегодовые темпы роста ВВП превысили 10 %, поскольку крупные притоки иностранного капитала стимулировали существенный рост потребительских расходов..
По данным Евростата, в Латвии ВВП на душу населения, рассчитанный по паритету покупательной способности (ППС), увеличился за эти годы почти в 2 раза, с 7,0 тыс. до 13,9 тыс. евро. В сочетании с достаточно низким уровнем заработной платы и квалифицированной рабочей силой это способствовало привлечению большого количества иностранных инвестиций, увеличению технологического потенциала, развитию внешнеэкономических связей. В значительной степени это стало возможным вследствие интеграции в европейское экономическое пространство..
Декан факультета менеджмента Международного университета профессор Высшей школы экономики в Москве Леонид Григорьев пишет, что экономические успехи стран Балтии были во многом обусловлены «советским наследством» в виде современных инфраструктуры и промышленности, накопленного человеческого капитала, хотя, отмечает он, значение этого «наследства» и его влияние на последующее развитие стран Балтии оцениваются неоднозначно.
Глобальный финансовый кризис 2007—2008 годов привел к экономическому кризису в Латвии и сокращению ВВП в 2009 году примерно на 18 %, что является одним из крупнейших спадов в мире в течение года. 
Однако лишь 2009 год можно назвать условно катастрофическим: в 2009 году ВВП Латвии упал на 17,8 % — самый худший показатель динамики ВВП в мире. (в 2008-м падение было почти незаметно), а в 2010-м его удалось остановить и с середины года ВВП снова начал расти, главным образом благодаря растущей роли экспорта.
В основном секторе экспорта — производстве — в 2013 году объёмы производства превысили уровень 2009 года на 22 %.
Уже к 2014 году ВВП страны достиг уровня предкризисного 2008 года.
С 1 января 2014 года Латвия перешла на использование евро.
2 июня 2016 года Латвия стала 35-м членом Организации экономического сотрудничества и развития (ОЭСРЕ).
С 2011 по 2013 год, ВВП рос в среднем на 4,4 % в год. В 2015 году ВВП вырос на 2,7 %, в 2016 году — на 2,0 %, тогда как в 2017 году — на 4,5 %, 2018 году — на 4,8 %.
В связи с пандемией коронавируса в 2020—2022 гг. предприятия Латвии были вынуждены ограничивать или временно приостанавливать свою деятельность по причине высокого уровня заболеваемости коронавирусом в стране.
В 2021 г. премьер-министр Латвии Кришьянис Кариньш провозглашает в стране политику «интеллектуальной реиндустриализации».
Под влиянием мирового энергетического кризиса в стране в 2021 году стал заметен рост потребительских цен: так, цены декабря 2021 года выросли на 7,9 % по сравнению с декабрём 2020 года.. В 2022 г. цены продолжили рост

## Сельское хозяйство
Сельское хозяйство:
К концу 2015 года в Латвии было 83,6 тыс. ферм со средним размером 34,8 га, что на 5,3 гектара или на 18 % больше, чем в 2010 году.
Средняя сельскохозяйственная земля на ферму увеличилась с 19,6 гектаров в 2010 году до 23,6 гектаров в 2015 году. За этот период общая площадь используемых сельскохозяйственных угодий, используемых в стране, увеличилась на 79,3 тыс. чел. на гектар или 4,4 %, достигнув 1888,8 тыс. га в 2015 году.
В 2015 году общий объём сельскохозяйственной продукции в постоянных ценах увеличился на 17,2 %, на это повлияло увеличение на 27,9 % в производстве сельскохозяйственных культур, в частности на 35,7 % увеличение общего производства зерновых, достигнув рекордных уровней в прошлом году.
В секторе животноводства за последние пять лет наблюдался небольшой, но неуклонный рост, а в 2015 году производство животноводства увеличилось на 4,9 %.

#### Производство сельскохозяйственных культур
Зерновые культуры — пшеница — сосредоточены в крупных коммерческих сельскохозяйственных хозяйствах и преобладают зимние формы. Объёмы ячменя относительно похожи в небольших, средних и крупных хозяйствах, что объясняется внутренним использованием этой культуры.

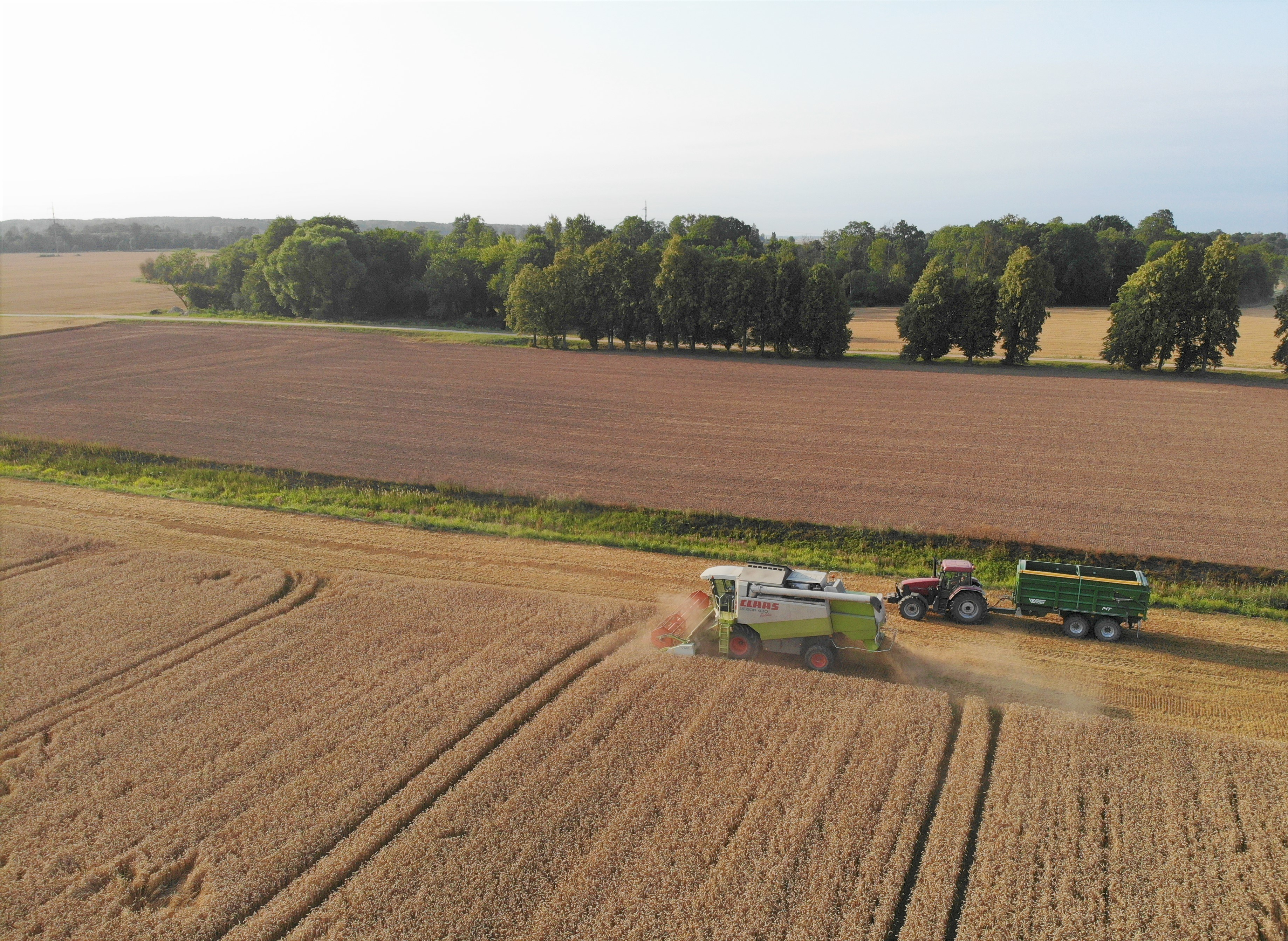
Уборка зерновых в Земгале

Экономически взвешенные объёмы зерновых последовательно концентрируются в крупных сельскохозяйственных хозяйствах, небольшие фермы и мелкие хозяйства имеют очень низкую урожайность, а их вклад в экономику страны минимален.
Растениеводство развило отраслевое сотрудничество — кооперативы успешно привлекают инвестиции, которые предоставляют основные услуги всем членам кооператива; это одна из причин быстрого развития производства зерна.
Крупнейшая кооперативная ферма в Латвии — Latraps, оборот в 2019 году составил 222,65 миллиона евро.

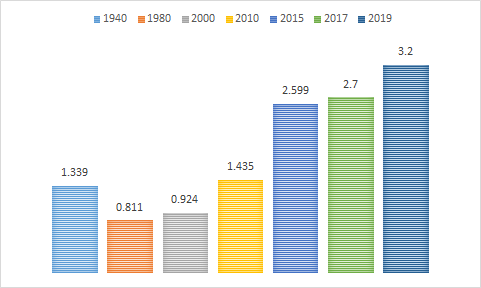
Урожайность зерна в миллионах тонн

По сравнению с советскими временами урожайность на гектар зерна возросла в два с половиной раза с одного гектара; так, в 1985 году доходность от 1 га составляла 16,90 цента/га, в 2015 году — 44,9 цента/га.
В 2004 году посевная площадь составила 436 тыс. га, но в 2015 году — 672 тыс. га, что на 54 % больше. В свою очередь, общий рост вырос на 185 %.
В 2019 году 724,3 тыс. га были засажены зерновыми, общий урожай зерна достиг 3,2 млн тонн, что является рекордными для Латвии. Основная масса — 2,3 млн тонн зерновых — экспортируется в такие страны как Саудовская Аравия, Нигерия и Турция.
В 2021 году засажены зерновыми были 776,4 тыс. га, что на 22,7 тыс. га или 3 % больше, чем в 2020 году — это самая большая площадь зерновых культур в сельском хозяйстве Латвии. 

В 2020 году общий урожай зерна достиг 3,5 млн тонн, что является рекордным для Латвии — он на 333,9 тысячи тонн или на 10,6 % больше, чем в 2019 году. 

В этом году также была достигнута самая высокая урожайность зерновых — в среднем 46,4 центнера с гектара (в 2019 году — 42,6 центнера). Средняя зимняя урожайность в 2020 году — самая высокая в истории Латвии — зима в 2020 году была благоприятной для перезимовки озимых культур, а лето — для сбора урожая, что в 2020 году существенно повлияло на увеличение средней озимой урожайности с одного гектара до 55,3 центнера, что является самым высоким показателем зимней урожайности в история Латвии.
Валовой сбор озимых зерновых составил 2,4 млн тонн или на 9,8 % больше, чем в 2019 году, при увеличении посевных площадей всего на 2,9 тыс. га или 0,7 %.
В прошлом году был получен наибольший валовой сбор озимой пшеницы — 2,2 млн тонн или 62,2 % от общего сбора зерна; средняя урожайность с гектара достигла 56,9 центнера, что является самым высоким показателем урожайности озимой пшеницы в истории Латвии. 

В 2020 году было закуплено 3 миллиона тонн зерна — на 536,1 тысячи тонн или на 22 % больше, чем в 2019 году ранее, что является самым большим объёмом закупленного зерна. В 2021 году средняя закупочная цена зерна выросла, на 16,9 % — с 164,94 евро за тонну в 2020 году до 192,86 евро. 

В 2021 году 84,4 % закупленного зерна приходилось на пшеницу (в 2020 году — 83 %), из них 65,4 % приходилось на продовольственное зерно (в 2020 году — 80,2 %). Доля пищевой ржи в общем объёме закупаемой ржи незначительно увеличилась с 74,9 % в 2020 году до 77,4 % в 2021 году. 

Экспорт зерна в 2020 году продолжает расти. Объём экспорта пшеницы, по сравнению с прошлым годом, увеличился на 21,4 %, объём экспорта овса увеличился на 54,2 %.
По итогам года Латвия оказалась третьей в мире по экспорту ржи (крупнейшим мировым экспортером ржи стала Польша, вторая — Германия) — 7,7 % глобального рынка; за границу продано 94 % всего урожая (увеличился на 1,4 %). Однако доходы от экспорта ржи в пересчете на одну тонну оказались меньше, чем у других стран. 

В 2021 году наибольший экспорт зерна был в Нигерию (40 %), Испанию (9,2 %), Южную Африку (7,5 %) и Саудовскую Аравию (5,2 %).
В 2022 году засажены зерновыми были 780,1 тыс. га, что на 3,7 тыс. га или 0,5 % больше, чем в 2021 году — это самая большая площадь зерновых культур в сельском хозяйстве Латвии. 

В 2022 году общий урожай зерна достиг 3,2 млн тонн — он на 249,1 тысячи тонн или на 8,3 % больше, чем в 2021 году. 

В этом году также была достигнута высокая урожайность зерновых — в среднем 41,6 центнера с гектара (в 2021 году — 38,6 центнера). Средняя зимняя урожайность в 2022 году — зима в 2022 году была благоприятной для перезимовки озимых культур, а лето — для сбора урожая, что в 2022 году существенно повлияло на увеличение средней озимой урожайности с одного гектара до 48,7 центнера.
Валовой сбор озимых зерновых составил 2,5 млн тонн или на 7,3 % больше, чем в 2021 году, при увеличении посевных площадей всего на 0,5 %.
В 2022 году был получен наибольший валовой сбор озимой пшеницы — 2,2 млн тонн или 69,0 % от общего сбора зерна; средняя урожайность с гектара достигла 49,9 центнера. 

В 2022 году было закуплено 2,8 миллиона тонн зерна — на 244,2 тысячи тонн или на 9,7 % больше, чем в 2021 году ранее. В 2022 году средняя закупочная цена зерна выросла, на 41,3 % — с 196,84 евро за тонну в 2021 году до 278,19 евро. 

В 2022 году 85,0 % закупленного зерна приходилось на пшеницу (в 2021 году — 84,4 %), из них 74,7 % приходилось на продовольственное зерно (в 2021 году — 65,4 %). Доля пищевой ржи в общем объёме закупаемой ржи незначительно увеличилась с 77,4 % в 2021 году до 77,7 % в 2022 году. 

#### Рапс

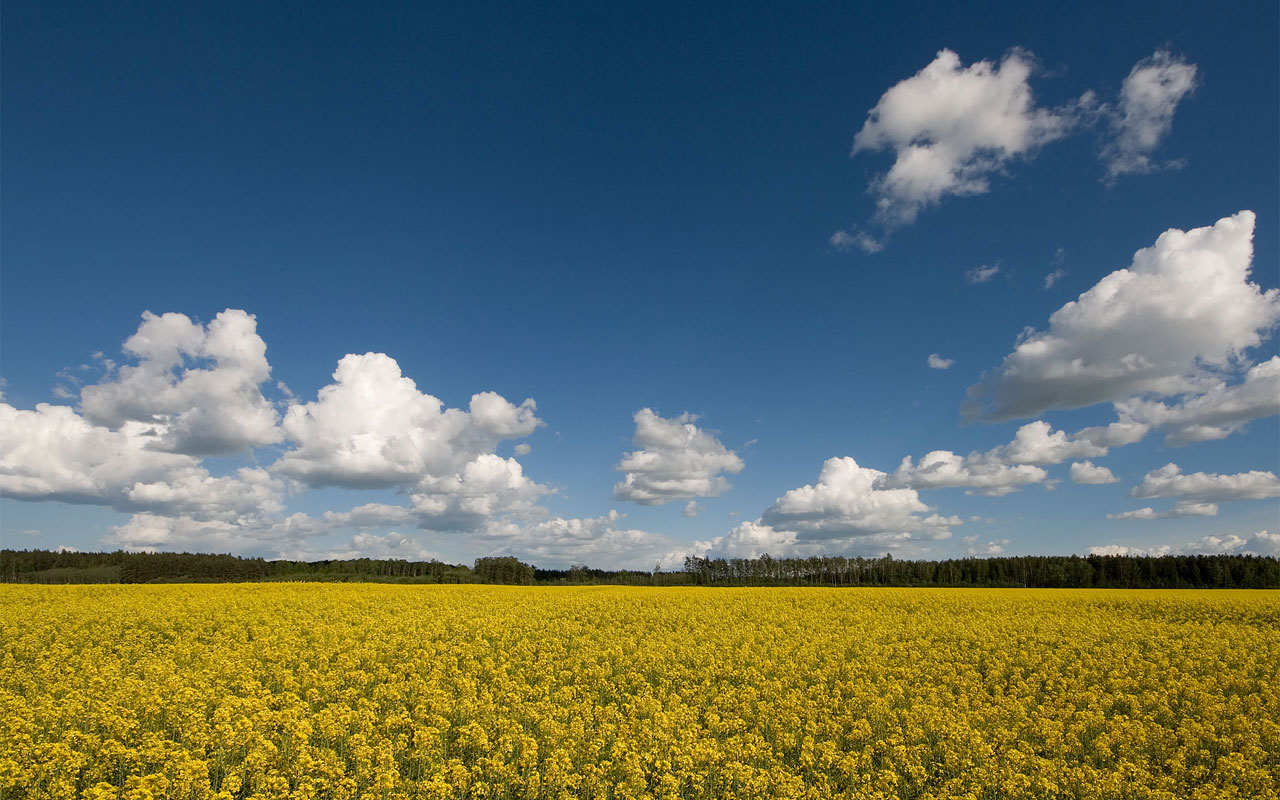
цветущее поле рапса, Латвия

Средняя доходность рапса выросла с 18,5 цента в 2014 году до 32,9 цента в 2015 году, а общая урожайность семян рапса выросла на 107,2 тыс. тонн или 57,8 %. На него повлиял озимый рапс, который занимает 77 % от общей площади посева рапса, а урожайность семян увеличится с 19,0 цента в 2014 году до 36,5 цента в 2015 году. Экспорт рапса увеличился на 66,4 тыс. тонн или на 39,5 % по сравнению с предыдущим годом. В 2015 году общая площадь зернобобовых культур увеличилась в 2,7 раза, в том числе площадь, засеянная фасолью — на 17,5 тыс. чел. на гектар или 3,1 раза. Этому способствовало введение новой помощи для климатических и экологически чистых методов ведения сельского хозяйства и озеленения.

#### Выращивание картофеля, овощей, фруктов и ягод
В 2015 году выросли 194,9 тыс. тонн овощей (в том числе выращиваемых в теплицах). 2015 году овощи были собраны на 3,2 тыс. тонн.
Основные хозяйства — предприятия (оборот млн евро в 2015 году).
БАЛТИЙСКИЕ ОВОЩИ, кооперативное общество 21 млн евро
Mārupes siltumnīcas 8,5 млн евро

#### Животноводство
На долю животноводства приходится 36 % стоимости сельскохозяйственной продукции в Латвии.
Молочное животноводство

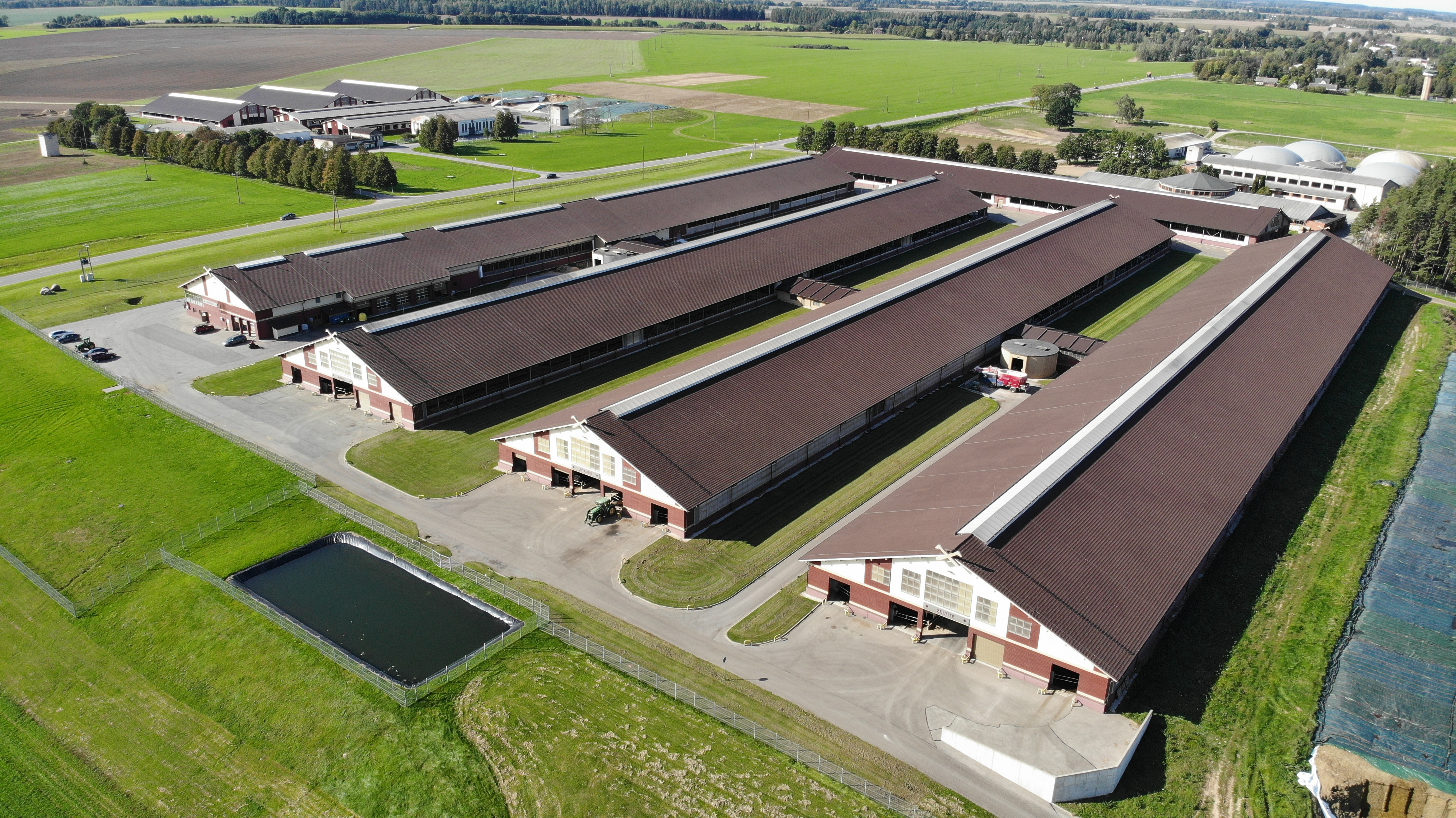
Животноводческий комплекс агрофирмы «Тервете»

Молочное животноводство в Латвии является одним из важнейших сельскохозяйственных подсекторов. Доля молока в стоимости сельскохозяйственной продукции в Латвии составляет около 25 %. Но, включая сопутствующую отрасль, роль молочного животноводства ещё больше. Около 840 тысяч гектар, или около 50 % от фактической сельскохозяйственной земли, и вместе с молочным животноводством и разведение коров, по оценкам, составляют около 50 % от сельскохозяйственной добавленной стоимости в Латвии. В свою очередь, доля молочного животноводства (включая молочную продукцию) в валовом внутреннем продукте Латвии стабилизировалась примерно на 2 %. Важность молочного животноводства заключается в занятости — в последние годы объём работы, инвестируемой в сектор, стабилизировался и достиг 40 тыс. человек занятых полный рабочий день в сельском хозяйстве. Это составляет более 5 % от общего уровня занятости в стране.
На 2019 год в Латвии насчитывается 12,5 тыс. молочных хозяйств. Латвия производит на 39 % больше молока, чем может потребить. Если пересчитать произведенные молочные продукты на молоко, то Латвия экспортирует 63 % молока, а 37 % потребляется местным рынком. С момента вступления в Евросоюз выросла эффективность и продуктивность: средняя величина молочного хозяйства возросла в 3,5 раза, а объём произведенного молока вырос на 25 % — с 786 тыс. до 981 тыс. тонн.
Производство мяса
В 2015 году в Латвии было произведено 85,4 тыс. тонн мяса, или на 1,3 % больше, чем в 2014 году. На небольшое увеличение повлияло увеличение на 3,6 % и 3,4 % соответственно производство говядины и птицы. Производство мяса овец увеличилось на 19,1 % в 2015 году, а количество свиного мяса уменьшилось на 3,0 %.

#### Производство яиц
В 2015 году было произведено 698,2 млн яиц — на 7,7 % больше, чем годом ранее. На увеличение объёма производства яиц повлияло увеличение среднего числа кур-несушек на 0,2 млн или 6,7 %, хотя в среднем на одну курицу было столько же яиц, сколько год назад — 272 яйца.
Основные компании (оборот в миллионах евро в 2015 году)ː
- Balticovo, AS — 45,9 млн.
- Putnu fabrika Ķekava, AS — 40,8 млн
- LIELZELTIŅI, SIA — 34,6 млн.

## Рыбохозяйственный комплекс
По данным Минземледелия, в 2019 году Латвия экспортировала рыбную продукцию и рыбные консервы в более чем 70 стран мира. Удельный вес рыбной отрасли в общем объёме Латвийского экспорта в 2019 году составил 1,65 %. Объём экспорта рыбной продукции, в том числе консервов, в 2019 составил 211,6 миллионов евро.

## Лесное хозяйство

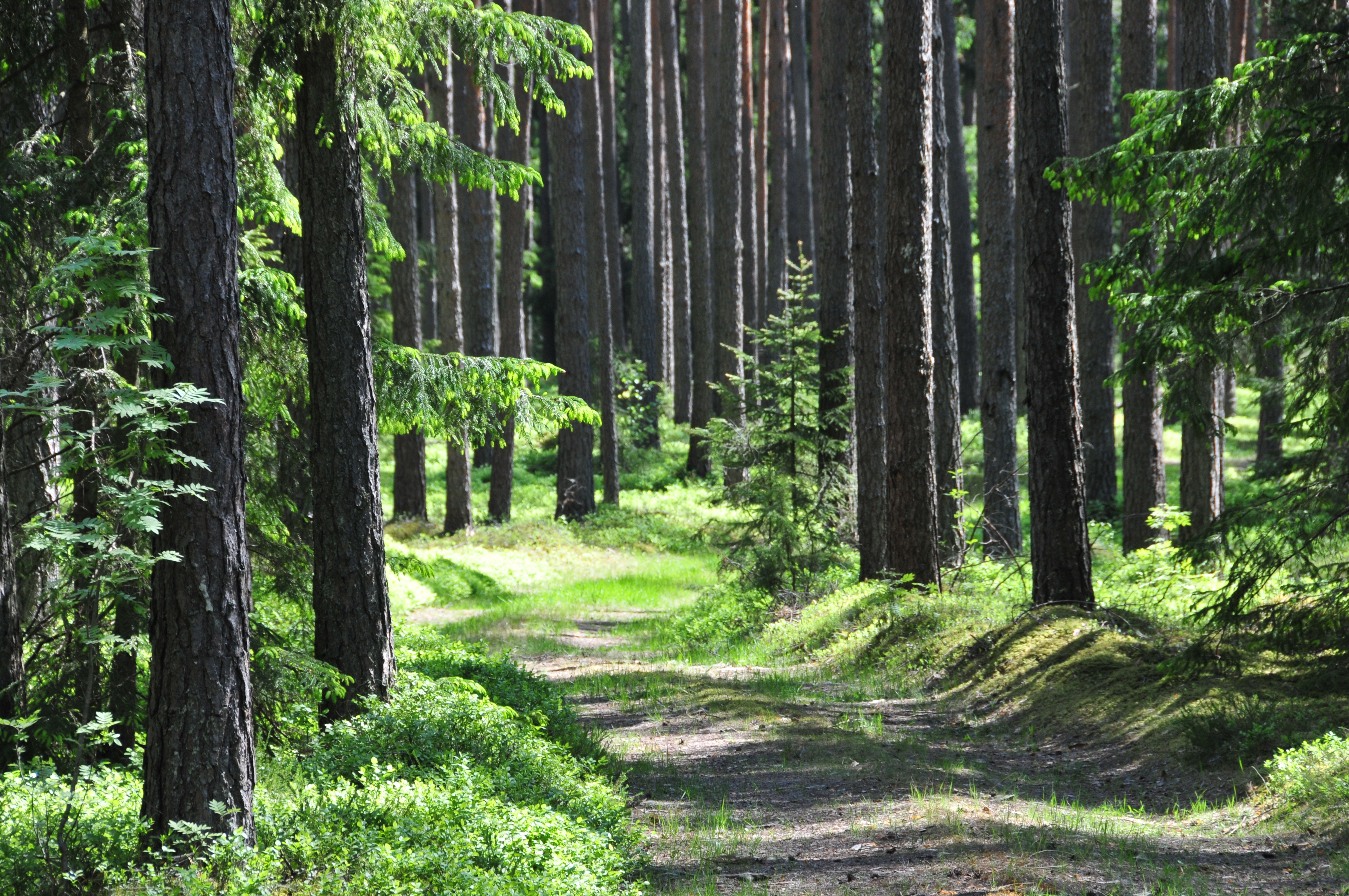
Лес в окрестностях Балдоне.

По данным всемирной книги фактов ЦРУ по состоянию на 2022 год леса покрывают 54,9 % территории Латвии. По сравнению с 1923 годом, когда леса покрывали 27 % территории Латвии, со временем оно удвоилось по сегодняшний день и достигло 54,1 % (включая болота и косяки). Ожидается, что рост площади лесов будет продолжен, поскольку продолжается естественное разрастание несельскохозяйственных земель, а также искусственное облесение. Леса — это в основном хвойные деревья, но другие виды также занимают значительную часть. Большинство видов деревьев, которые доминируют в лесу, хвойные — сосна и ель. Структура леса неоднородна. В период с 20-е по 30-е годы в Латвии было посажено много сосновых деревьев, а с 50-х годов сажали еловые деревья. Поэтому в настоящее время существует очень много сосновых деревьев 50—90 лет и 30—50-летних еловых деревьев. В настоящее время ювенильный район составляет менее 10 % от его общей площади для сосны и дуба. По современным оценкам, ежегодный прирост древесной массы составляет 16,5 млн м³ в год.
| Год                                              | 1923 | 1935 | 1949 | 1961 | 1973 | 1983 | 1990 | 2000 | 2005 | 2010 | 2018 | 2022 |
| ------------------------------------------------ | ---- | ---- | ---- | ---- | ---- | ---- | ---- | ---- | ---- | ---- | ---- | ---- |
| Площадь лесов Латвии в % от общей площади страны | 27   | 27   | 30   | 38   | 40   | 43   | 49   | 50   | 51   | 52   | 54,1 | 54,9 |

В Латвии экономически доступные лесные ресурсы растут.
Крупнейшим латвийским лесничим является государственное предприятие AS Латвийские государственные леса (LVM), которое управляет и управляет 1,63 миллиона гектаров земли в Латвийской Республике, включая 1,60 миллиона гектаров лесных земель, из которых 1,41 миллиона гектаров — лес. LVM реализует государственные интересы в управлении лесами.

## Финансовый сектор
В Латвии есть развитый финансовый сектор с широким спектром финансовых посредников, обслуживающих большинство сегментов рынка. В латвийском финансовом секторе доминируют коммерческие банки, и в нём активно присутствует иностранные кредитные учреждения. Согласно статистическим данным, опубликованным КРФК, 30 ноября 2013 года активы банков составили 19,936 млрд латов, насчитывалось 19 банков и 9 филиалов иностранных банков. Общий оплаченный уставный капитал банков в ноябре 2013 года составил 1 698,7 млн лат, доля иностранного капитала достигла 71,5 %, в котором доминировали скандинавские инвесторы, что составляет 52,9 % от общего оплаченного уставного капитала банков
Латвийский банковский сектор за 10 месяцев 2017 года работал с прибылью в 255 миллионов евро. В конце октября общий объём депозитов в банковском секторе составил 20,1 млрд евро. В конце октября общий кредитный портфель составил 14,7 млрд евро.
Согласно стоимости активов, крупнейшими латвийскими банками в 2018 году являются:
1. Swedbank Latvija, основан как Hansabanka в 1995 году. Его пакет акций в 1998 году был приобретен шведским FöreningsSparbanken, который в 2005 году купил все акции Hansabanka, сделав его дочерним предприятием. В 2006 году банк был переименован в Swedbank Latvija.
2. Rietumu banka, основанный в 1992 году Леонидом Эстеркиным. Банк специализируется на крупных компаниях и богатых физических лицах, включая нерезидентов.
3. SEB banka, образованная в Latvijas Universālās bankas (Latvijas Unibanka), основана в сентябре 1993 года, когда 21 филиал Банка Латвии объединился в одно совместное предприятие. Когда он был взят шведским банком Skandinaviska Enskilda Banken (SEB), в 2005 году он переименовал банк в SEB Unibanka в 2008 году в качестве банка SEB.
4. Nordea Bank AB Latvijas filiāle, который начал свою работу в Дании в качестве филиала Nordea Bank в Латвии в апреле 1992 года.[68]

## Прямые иностранные инвестиции
Kонце 2017 года, прямые иностранные инвестиции (FDI), накопленные Латвией, равнялись 14,37 млрд евро (53,5 % от ВВП). Большинство латвийского FDI приходит из других стран-участниц ЕС. В конце 2017 года, FDI других стран-участниц ЕС составлял 78 % от общего накопленного FDI, включая 51 % в виде инвестиций из стран еврозоны. В 2017 году, больше всего инвестиций пришло из Швеции — 19 % от общих накопленных FDI в экономике Латвии. Инвестиции из России, Эстонии, Кипра, Нидерландов, Литвы, Люксембурга, Германии, Дании и Великобритании также достигли высоких уровней.
Многие международные компании учредили деятельность в Латвии, включая такие компании с мировым именем как Bucher Municipal (ранее Bucher Schoerling), Schneider Electric, Tieto, Solvay (ранее Cytec), JELD-WEN, Circle-K (ранее Statoil), Cemex, Brabantia, SEB, TELE2, Cabot Corporation, Kvist Industries, Axon Cable идр.

## Промышленность
Примерно 66 % продукции реализуется на экспортных рынках, поставляя прицепы, электротовары, текстильные изделия, химические вещества, продукцию металлообрабатывающей и деревообрабатывающей промышленности.

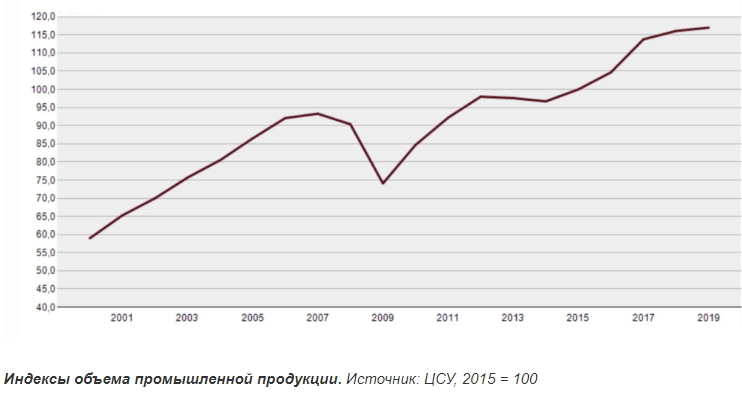
Индекс объёма промышленной продукции Латвии

В 2018 году латвийская промышленность произвела на сумму 3988 млн евро. По сравнению с декабрем 2010 года объём промышленного производства в декабре 2018 года увеличился на 37 %; рост производства был вызван благоприятным развитием на внешних рынках, где экономика еврозоны росла быстрыми темпами с 2007 года.; на увеличение производства в значительной степени повлияло увеличение экспорта продукции — на 10,8 %.

### Электротехника, информационные и коммуникационные технологии
В Латвии производится высокотехнологичная продукция — электротехника, компьютерные компоненты, устройства беспроводной связи, строительная техника, электродвигатели, беспилотные летательные аппараты — дроны, 3D-принтеры и т. д.

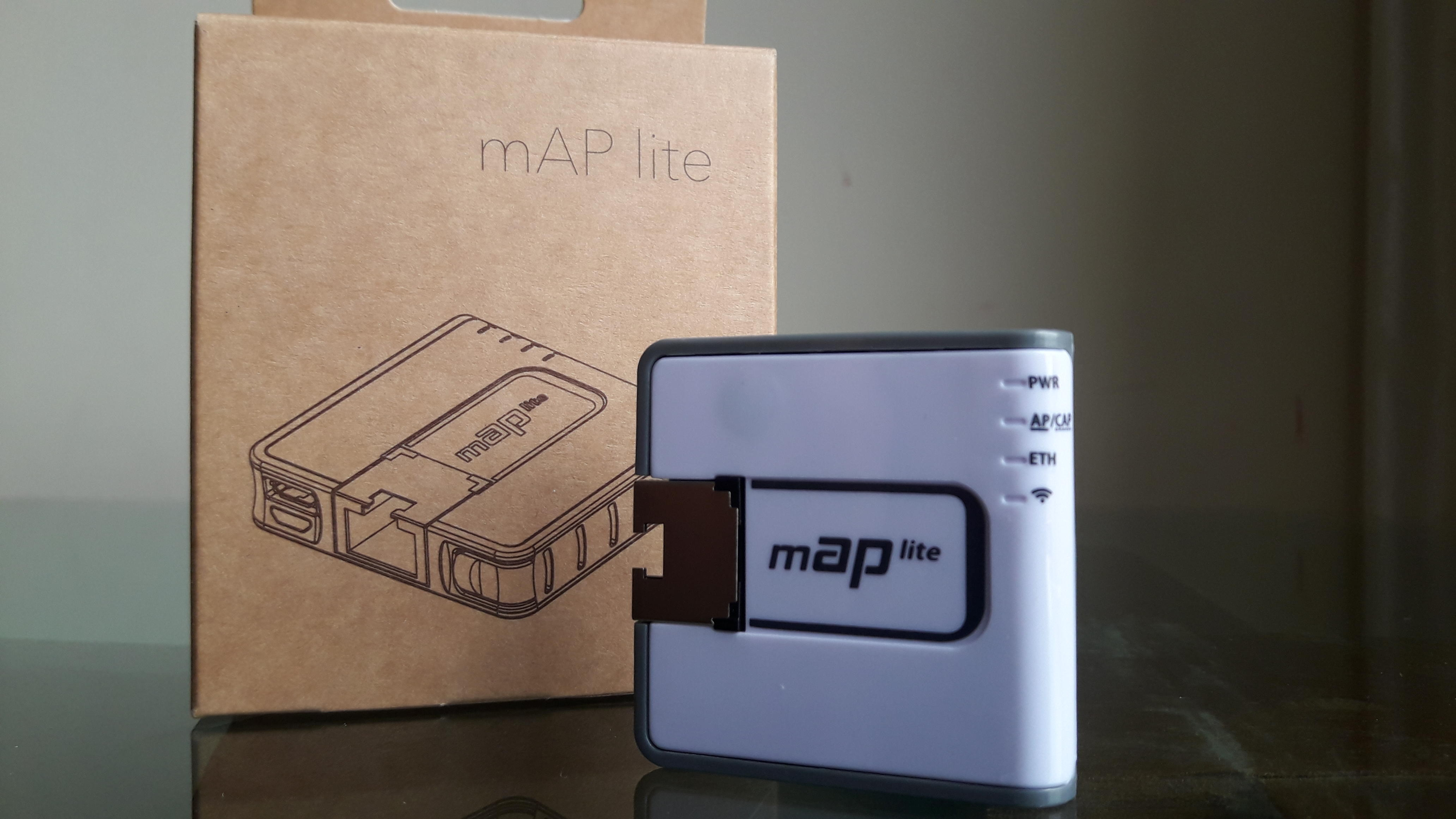
интернет роутеры Mikrotik пользуются спросом во всем мире

В отрасли занято более 5480 человек (2018), Электронная и электротехническая промышленность является одним из крупнейших работодателей технически и научно подготовленных людей в Латвии.
Электронная и электротехническая отрасль в Латвии стратегически нацелена на экспорт, куда направляется около 90 % произведенной продукции (большой удельный вес экспорта и большое количество экспортных рынков свидетельствует о конкурентоспособности отрасли на международном уровне). Основными экспортными рынками отрасли являются страны ЕС.

### Производство транспортных средств

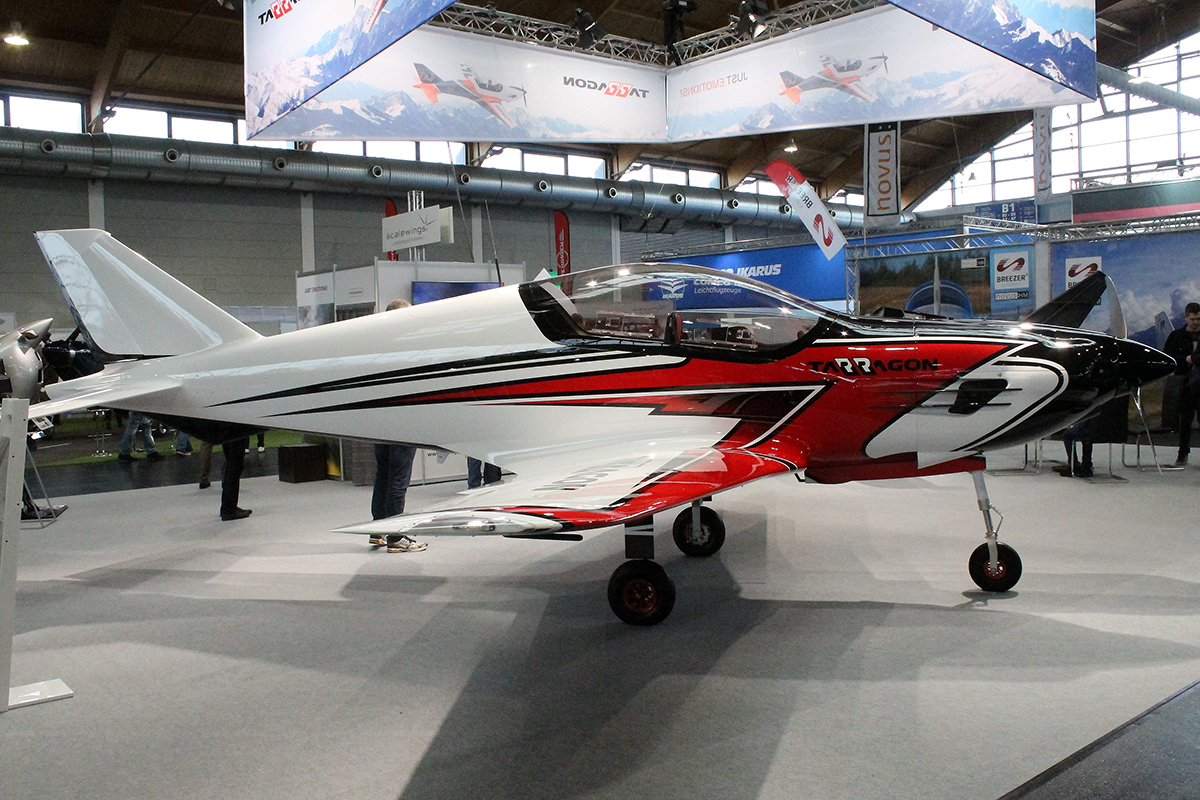
В Адажи, Латвия, производится самый быстрый в мире ультралегкий самолёт Tarragon

В Латвии производятся корабли, поезда, самые быстрые сверхлёгкие летательные аппараты в мире, а также эксклюзивные бронированные автомобили SUV.

### Машиностроение и металлообработка

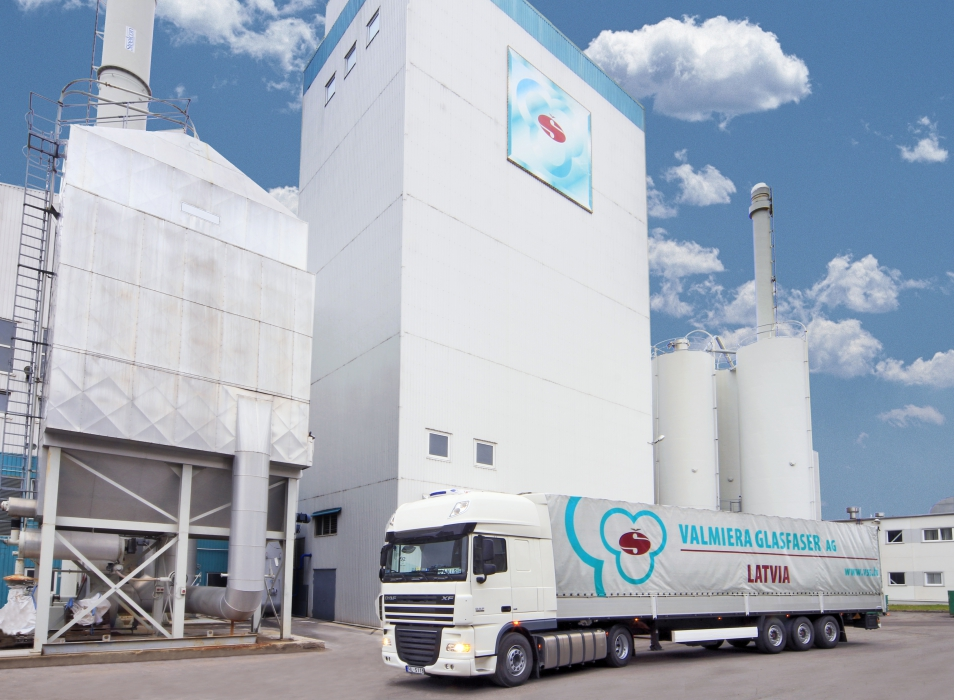
VALMIERA GLASS GRUPA один из ведущих производителей стекловолокна в Европе.

К сегодняшнему дню на предприятиях отрасли проведена реструктуризация в целях повышения их конкурентоспособности на мировом рынке — главным образом для налаживания контрактного производства экспортной продукции. На реконструкцию инфраструктуры, модернизацию производства, внедрение новых технологий, инноваций и обучение персонала была использована значительная часть средств, полученных от структурных фондов ЕС в рамках программы экономического развития.
На предприятиях этой отрасли работают около 23 тыс. человек (2018).
Выпуск продукции сектора в 2018 году составил 1,6 млрд евро; объём экспорта достиг 1,1 млрд евро. Экспортируется, в более чем 100 стран мира, почти 4/5 общего объёма продукции. Более 70 % экспортной продукции поставляется в страны ЕС; крупнейшими торговыми партнёрами в области экспорта латвийской продукции машиностроения и металлообработки стали (в 2018 году) Дания, Швеция, Германия, Россия, Великобритания, Норвегия и Франция.

### Химическая промышленность
На фармацевтическую промышленность приходилось 2,5 % от общего объёма производства.
Наибольшая доля выпуска продукции в секторе приходится на фармацевтические препараты и медицинскую и фитохимическую продукцию и резиновые и пластмассовые изделия. В химической отрасли работает более 7800 человек (2016).
В 2016 году оборот химической отрасли достиг 600 млн евро; экспорт составил 436 млн евро. Основные экспортные рынки — Литва, Эстония, страны СНГ (главным образом Россия, Узбекистан и Беларусь), Германия, Польша, Швеция, Украина, Дания, Великобритания и Нидерланды. В последние пять лет латвийские химические и фармацевтические компании успешно вошли на такие новые рынки как Австралия, Китай, Панама, Саудовская Аравия.

### Деревообработка и лесное хозяйство

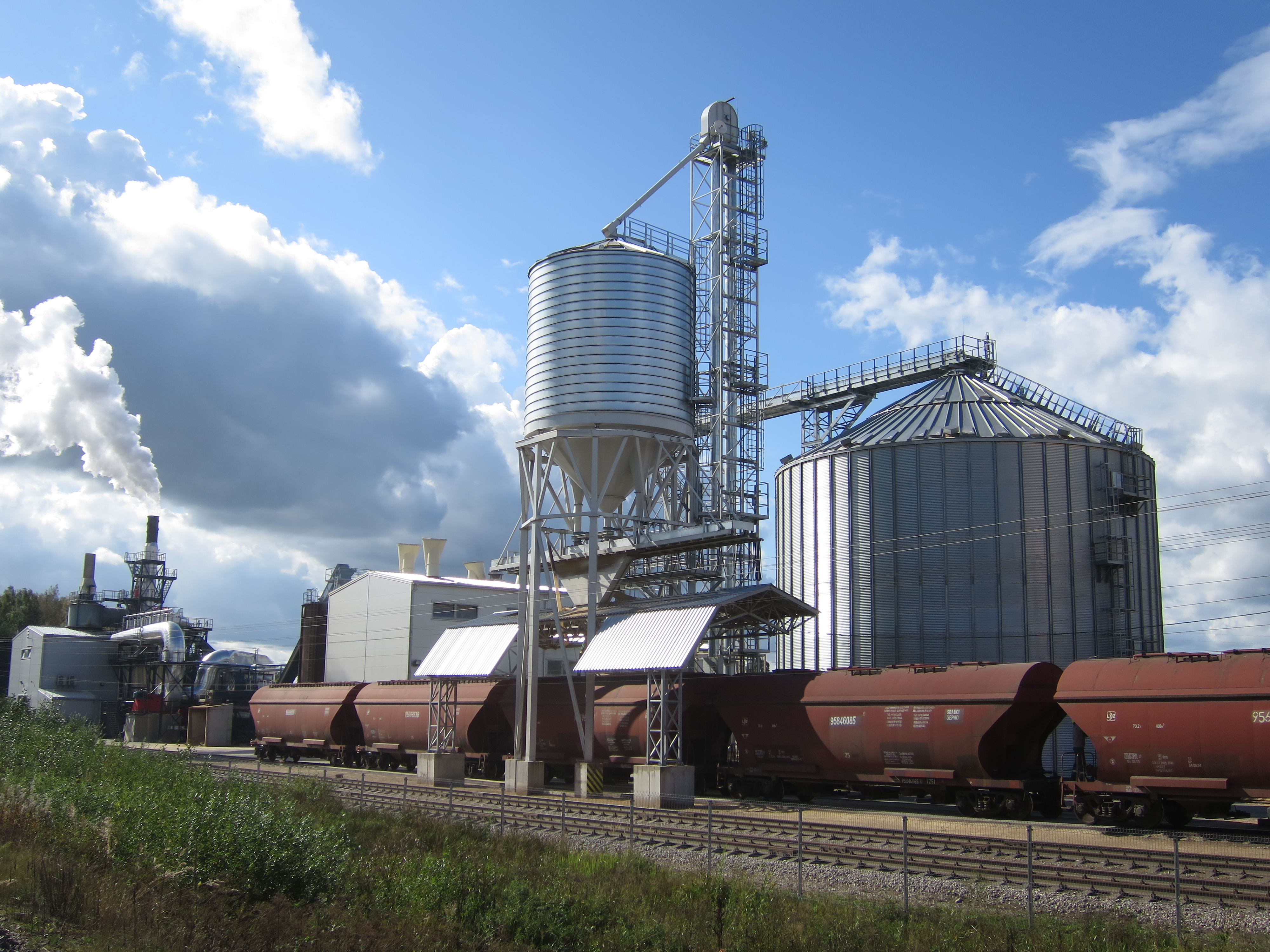
Латвия входит в пятерку крупнейших производителей древесных гранул в ЕС. Одно из производств недалеко от Гулбене.

Латвия находится в зоне смешанных лесов и является одной из богатейших лесными ресурсами стран Европы. Лес покрывает более 50 % территории страны; за последние 80 лет площадь лесов почти удвоилась, объём древесины достигнул 668 млн м³.
Около 50 % лесов принадлежит государству и управляется государственным акционерным обществом «Латвийские государственные леса».
Лесной сектор является одной из наиболее важных экспортных отраслей Латвии.
Около 74 % произведенного в лесном секторе экспортируется; объём экспорта в 2016 году составил 2,1 млрд евро, на 4,2 % больше, чем в 2015 году.
Традиционно главной экспортной продукцией являются пиломатериалы и деловая древесина.
Латвия входит в пятерку крупнейших производителей древесных гранул в ЕС, уступая только Германии, Швеции и Франции.

### Текстильная промышленность
Латвия стала местом, где многие известные европейские, российские и мировые бренды размещают свои заказы небольших объёмов, где важно быстрое и качественное выполнение или экологичность производства.

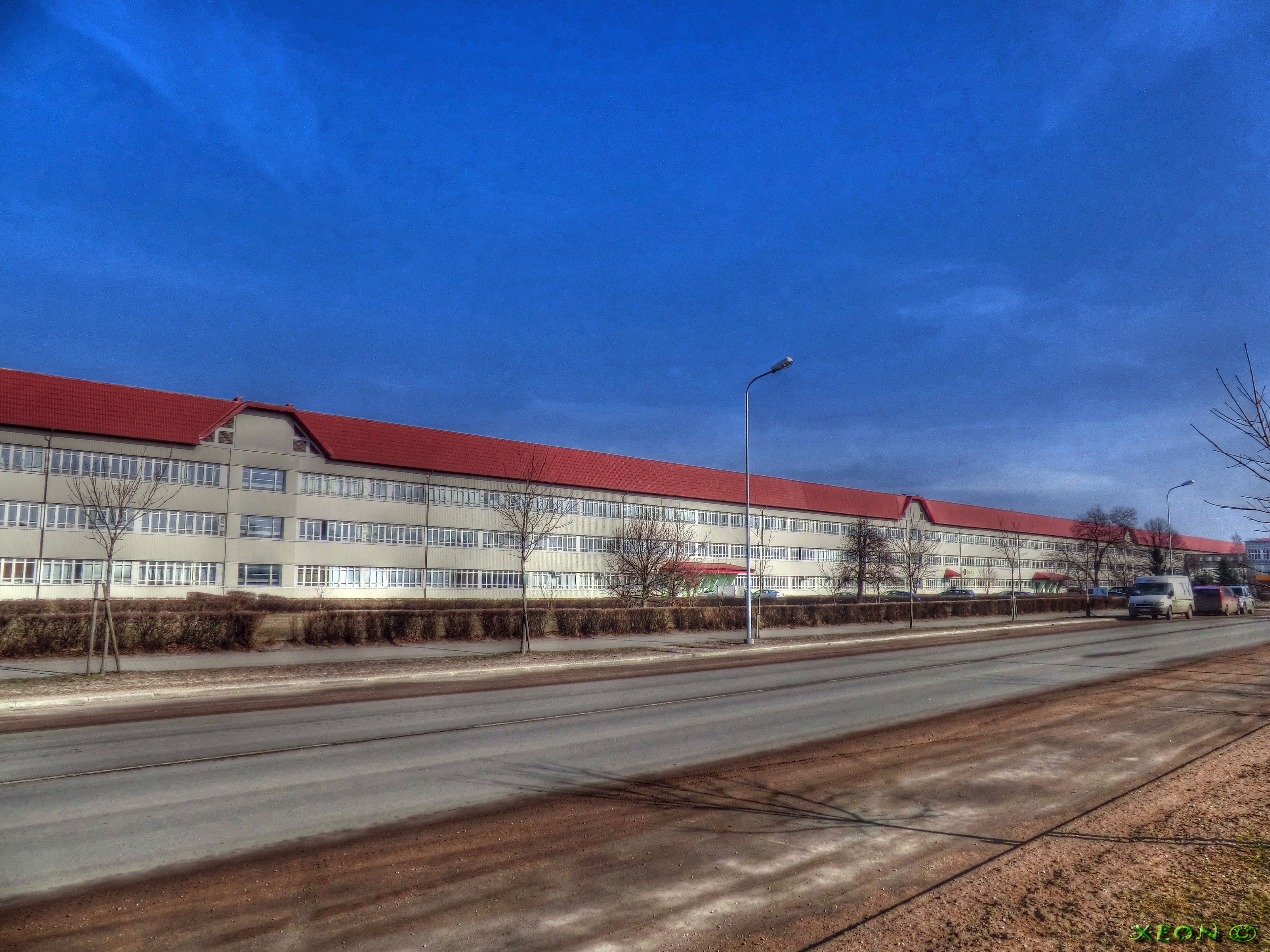
«Lauma Fabrics» в Лиепае (бывший Галантерейный комбинат имени 60-летия Великой Октябрьской революции) является одним из крупнейших производителей нижнего белья в Европе.

Латвия также является крупным центром производства белья в Восточной Европе с более чем 50 производителями. Более высокую концентрацию производителей нижнего белья можно найти только во Франции.
В 2016 году в латвийский текстильных компаниях были заняты более 10 тысяч человек.
Отрасль производства текстильной продукции и одежды экспортоориентированная. Главными подсекторами являются производство нижнего белья, пошив готовой одежды, ткачество, машинное вязание, производство технического текстиля и ремесленное производство.
Главными экспортными партнёрами Латвии являются страны ЕС, Россия, Беларусь и Украина. В 2016 году 19 % продукции отрасли экспортировалось в Эстонию, Литву — 13 %, Швецию — 12 %, Данию — 10 %, Россию — 8 %, Германию — 6 %. На Запад главным образом экспортируются товары, произведенные под «частной маркой», а в Россию и страны СНГ — готовая одежда и нижнее белье.
Оборот отрасли в 2016 году составил 254 млн евро.

### Пищевая промышленность

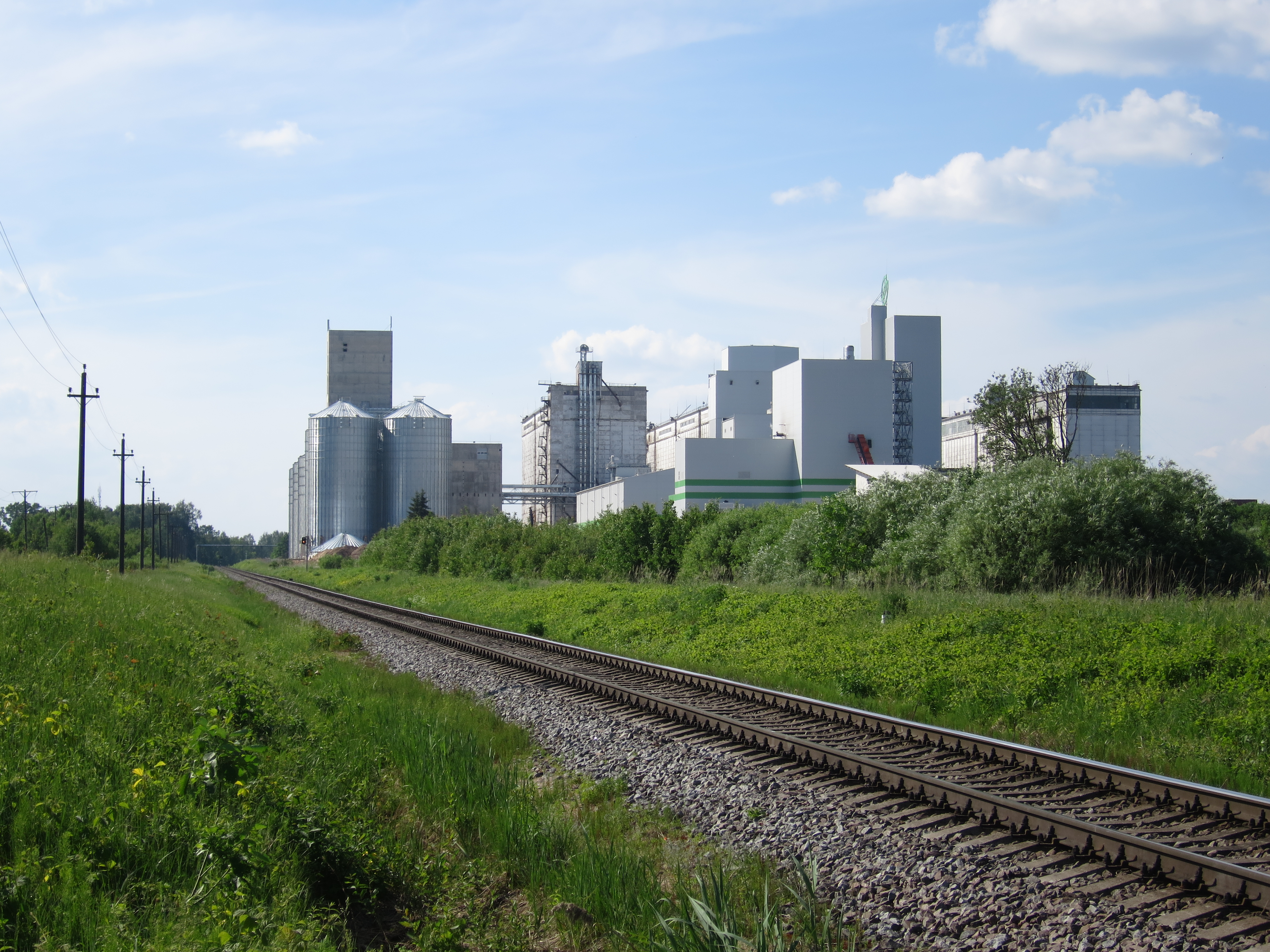
Dobeles Dzirnavnieks является крупнейшим производителем и экспортером муки в Балтийских странах.

Развитие сельского хозяйства в Латвии способствовало также развитию предприятий по переработке продукции. В Латвии производятся практически все ежедневно необходимые продукты.
Пищевая промышленность является крупнейшей отраслью обрабатывающей промышленности Латвии: в 2016 году объём выпуска продукции достиг 1,7 млрд евро. Около 67 % всей продукции, произведенной в отрасли, было реализовано на местном рынке, остальная часть пошла на экспорт.
Пищевая промышленность использует местное, а также ввозимое из других стран сельскохозяйственное сырье. Предприятия пищевой промышленности размещены по всей территории страны.

### Промышленность стройматериалов
Производство стройматериалов дает 5,5 % от общего объёма производства обрабатывающей промышленности.
Большинство компаний, производящих строительные материалы, используют местные природные ресурсы, в основном, минеральные материалы такие как доломит, известняк и глина. Основными группами продукции являются наполнители, бетон, железобетон, цемент, теплоизоляционные материалы, известь и доломит, гипсовая продукция, керамические материалы, силикатные и антикоррозийные материалы, стекловолокно, сухие смеси, газобетон, строительная химия и металлическая фурнитура.
Именно благодаря производителям стройматериалов, а также производству изделий из резины и пластмассы, металлообрабатывающей отрасли и производителям мебели можно говорить о том, что строительный цикл в Латвии обеспечивается собственными ресурсами от А до Я.
Объём строительной продукции в Латвии в первой половине 2018 года по сравнению с тем же периодом 2017 года в сопоставимых ценах по календарно выровненным данным увеличился на 33,2 % и в фактических ценах составил 842,5 млн евро, свидетельствуют данные Центрального статистического управления.

### Полиграфическая и yпаковочная oтрасли
Общий объём продукции в отрасли составляет 4,5 % от общего объёма продукции латвийской обрабатывающей промышленности.
Oбъёмы экспорта достигли 65 % от общего объёма продукции; на сегодняшний день крупнейшими рынками являются Норвегия, Дания, Швеция, Германия, Нидерланды, Великобритания, Россия, Финляндия и Польша. Основная экспортная продукция, например, книги и журналы, поставляется в Западную Европу и Скандинавию, тогда как этикетки и упаковки отправляются на восточные рынки.
Латвия занимает второе место в Европе по экспорту книг, экспортная стоимость которых составляет 74 %.

## Жилищное строительство
В 2019 году в Латвии было введено в строй 540 тыс. м2 жилья.
По количеству построенных квартир на душу населения Латвия находится на одном из последних мест в Европе, отставая от всех соседних стран. Так, по итогам 2017—2019 годов в Латвии было построено 45 квартир на 10 тыс. человек населения, в Литве — 131, в Эстонии — 135, в Белоруссии — 146, в России — 227.

## IT-индустрия и коммуникационные технологии
Сектор информационных технологий и коммуникаций в Латвии обеспечивал 3,7 % ВВП (2013 год), обеспечивая налоговые поступления в государственный бюджет в размере 5,9 % (2015 год) в виде налогов. Это быстрорастущая отрасль экономики Латвии. За период с 2010 по 2013 год сектор увеличился на 60 % по количеству компаний, что за три года обеспечило рост занятости на 36 % в секторе.
Главными подсекторами ИКТ сектора являются разработка программного обеспечения, мобильных приложений, домашних страниц и систем платежных карт, оказания услуг локализации, хостинга и центров данных, электронной коммерции. Количество занятых в отрасли превысило 31 000 человек. Оборот сектора в 2016 году достиг 3,5 млрд евро.

### IT-индустрия
Главными подсекторами ИТ сектора являются разработка программного обеспечения, мобильных приложений, домашних страниц и систем платежных карт, оказания услуг локализации, хостинга и центров данных, электронной коммерции.
В 2018 году в секторе активно работало более 6 800 компаний. 111 компаний сектора являются производителями оборудования. Количество занятых в отрасли превысило 36 000 человек.
Оборот сектора в 2018 году достиг 3,8 млрд евро. Основными экспортными партнёрами в сфере услуг ИКТ являются Швеция, Ирландия, США и Италия.
Tieto Latvia — (филиал финской компании, которая достигла оборота в 44,4 миллиона евро и нанимает 770 сотрудников в Латвии в разработке решений для обработки платежных карт, приложений BI, DMS, других IT-решений)
Accenture Latvia branch
DPA
Exigen Services
Tilde
Idea Port Riga
CTCO
Evolution Latvia, SIA
X Infotech

### Телекоммуникации и связь
В 2016 году оборот телекоммуникационного сектора в Латвии составил 1084 миллионов евро, в то время как доходы от голосовой телефонии и Интернета составили 848 миллионов евро..
В 2010 году переключение с аналогового на цифровое телевидение было завершено полностью, освободив, таким образом, диапазон 800 МГц для мобильных услуг.
Lattelecom — лидер в области фиксированной связи, составляет 80 % от общего объёма рынка. Lattelecom также является основным поставщиком волоконно-оптического интернета, предлагая высокоскоростной интернет до 500 Мбит/с.
Три мобильных оператора — LMT, Tele2 и Bite Latvija — работают в области мобильной связи, где на LMT и Tele2 приходится около 37 % от общего числа абонентов на рынке. В конце 2013 года 2,558 миллионов мобильных абонентов имелось в стране с населением менее 2 миллионов человек.
В 2015 году фиксированные или мобильные широкополосные интернет-соединения в Латвии имели 74 % домашних хозяйств. Почти 80 % домашних хозяйств в Риге и Рижском районе имеют широкополосные интернет-соединения, а в других регионах Латвии — в среднем 70 % домашних хозяйств.
В Латвии структура передачи данных высокоразвита, что выводит страну на 7-е место в мире по средней скорости интернета, достигшей в 2015 году 16,7 Мб/с (в сравнении со среднемировым 5,6 Мб/с). В этом секторе Латвия впереди таких технологически продвинутых стран, как Швейцария, Финляндия, Дания.

## Энергетика
В Латвии, по данным EIA (на декабрь 2015 года, в пределах принятого порядка округления), отсутствуют запасы природных энергоносителей.
За почти 30-летний период Латвия так и не смогла восстановить потребление электроэнергии до объёма 1990 года. В 2019 году в сравнении с 1990 годом общее потребление полезной электроэнергии 6652 млн кВт∙ч или около 80 % от уровня 1990 г.
Самое значительное сокращение потребления электроэнергии в сельском хозяйстве — более, чем 8,8 раза, а в промышленности это потребление уменьшилось в 1,7 раза. Возросло потребление электроэнергии бытовым сектором и коммерческим сектором и предприятиями общего пользования. 

В отличие от других стран Балтии, в Латвии отмечается рост цен на электроэнергию; по данным на 2020 год, электроэнергия в Латвии для бытовых потребителей была одной из самых дешёвых среди стран ЕС — стоила меньше, чем в среднем в ЕС (0,1432 eur/кВт⋅ч в Латвии против 0,2134 eur/кВт⋅ч в среднем в ЕС).
В 2021 г. расходы домохозяйств Латвии по оплате электричества возросли, по сравнению с прошлым годом, примерно в два раза (см. Энергетический кризис (2021)).
В соответствии с данными Евростат (на 27 января 2021 года) энергетическая зависимость* Латвии от импорта энергоносителей определяется следующим семейством кривых для отдельных энергоресурсов:

Энергетическая зависимость Латвии, 1990—2019 гг., %

- Примечание. Энергетическая зависимость показывает, в какой степени экономика зависит от импорта для удовлетворения своих энергетических потребностей. Рассчитывается из отношения импорта-нетто (импорт минус экспорт) на сумму валового внутреннего потребления первичных энергоносителей и бункерного топлива.

В таблице 1 приведены отдельные статьи топливно-энергетического баланса Латвии за 2019 год в соответствии с данными Eurostat на 24 января 2021 года:
| Таблица 1. Отдельные статьи ТЭБ Латвии за 2019 год, тыс. тонн нефтяного эквивалента |                                |         |        |                                     |                 |           |                |
| Энергоносители                                                                      | Производство первичной энергии | Экспорт | Импорт | Конечное энергетическое потребление | Промыш-ленность | Транспорт | Другие сектора |
| Электроэнергия                                                                      | --                             | 300     | 396    | 572                                 | 159             | 10        | 403            |
| Теплоэнергия                                                                        | --                             | --      | --     | 581                                 | 79              | --        | 502            |
| Производные газов                                                                   | --                             | --      | --     | --                                  | --              | --        | --             |
| Природный газ                                                                       | --                             | --      | 1104   | 324                                 | 97              | --        | 226            |
| Невозобновляемые отходы                                                             | 12                             | --      | 31     | 43                                  | 43              | --        | --             |
| Ядерное тепло                                                                       | --                             | --      | --     | --                                  | --              | --        | --             |
| Сырая нефть и нефтепродукты (без биотоплива)                                        | --                             | 491     | 2332   | 1334                                | 50              | 1055      | 230            |
| Сланец и битуминозный песок                                                         | --                             | --      | --     | --                                  | --              | --        | --             |
| Торф и продукты из торфа                                                            | 2                              | --      | --     | 1                                   | --              | --        | 1              |
| Возобновляемые и биотопливо                                                         | 2813                           | 1325    | 384    | 1038                                | 396             | 37        | 605            |
| Твердое органическое топливо                                                        | 0                              | 3       | 46     | 36                                  | 29              | 0         | 7              |
| Всего                                                                               | 2827                           | 2120    | 4293   | 3928                                | 853             | 1102      | 1973           |
| Доля электроэнергии                                                                 | --                             | 14.2 %  | 9.2 %  | 14.6 %                              | 18.6 %          | 0.9 %     | 20.4 %         |

Динамика производства электроэнергии-брутто в Латвии за период с 1945 по 2019 годы характеризуется следующей диаграммой: 

Также, основные показатели электроэнергетического комплекса Латвии на конец 2019 года, динамика и их структура за период с 1990 по 2019. в соответствии с данными Eurostat приведены ниже:

Производство электроэнергии в Латвии, 1945—2019 гг., млрд кВт∙ч
EES EAEC. Динамика установленной мощности-брутто электростанций Латвии, 1990—2019, МВт

Установленная мощность электростанций (на конец 2019 года) - 2938 МВт. Производство электрической энергии-брутто в 2019 году - 6438 млн кВт∙ч

EES EAEC. Структура установленной мощности-брутто электростанций Латвии за 2019 год, проценты

| Таблица 2. Баланс электрической энергии Латвии, 1990—2019, млн. кВт∙ч      |      |      |      |      |      |      |      |      |      |      |      |      |      |      |      |      |      |      |
| Статья баланса                                                             | 1990 | 1995 | 2000 | 2005 | 2006 | 2007 | 2008 | 2009 | 2010 | 2011 | 2012 | 2013 | 2014 | 2015 | 2016 | 2017 | 2018 | 2019 |
| Производство-брутто                                                        | 6648 | 3979 | 4136 | 4906 | 4891 | 4771 | 5274 | 5569 | 6628 | 6094 | 6167 | 6209 | 5139 | 5533 | 6424 | 7531 | 6725 | 6438 |
| Расход на собственные нужды электрических станций и отопительных установок | 726  | 494  | 446  | 489  | 438  | 367  | 368  | 378  | 559  | 530  | 448  | 409  | 407  | 441  | 498  | 506  | 522  | 476  |
| Производство-нетто                                                         | 5922 | 3485 | 3690 | 4417 | 4453 | 4404 | 4906 | 5191 | 6069 | 5564 | 5719 | 5800 | 4732 | 5093 | 5927 | 7025 | 6203 | 5963 |
| Импорт                                                                     | 7139 | 2647 | 2108 | 2855 | 2810 | 4964 | 4643 | 4259 | 3973 | 4009 | 4935 | 5005 | 5340 | 5246 | 4828 | 4073 | 5174 | 4611 |
| Экспорт                                                                    | 3555 | 391  | 322  | 707  | 302  | 1964 | 2123 | 2605 | 3100 | 2764 | 3244 | 3650 | 3023 | 3425 | 3795 | 4137 | 4265 | 3493 |
| Преобразование — электрические бойлеры                                     | 0    | 4    | 0    | 0    | 0    | 0    | 0    | 1    | 2    | 2    | 3    | 4    | 2    | 2    | 2    | 2    | 2    | 1    |
| Общая поставка                                                             | 9506 | 5737 | 5476 | 6565 | 6961 | 7404 | 7426 | 6844 | 6940 | 6807 | 7407 | 7151 | 7047 | 6912 | 6958 | 6959 | 7110 | 7079 |
| Потери                                                                     | 1186 | 1272 | 992  | 836  | 818  | 798  | 798  | 741  | 725  | 616  | 559  | 575  | 465  | 451  | 476  | 474  | 448  | 427  |
| Конечное потребление                                                       | 8320 | 4465 | 4484 | 5729 | 6143 | 6606 | 6628 | 6103 | 6215 | 6191 | 6848 | 6576 | 6582 | 6461 | 6482 | 6485 | 6662 | 6652 |
| Промышленность                                                             | 3190 | 1425 | 1433 | 1700 | 1759 | 1816 | 1685 | 1506 | 1590 | 1670 | 1993 | 1808 | 1667 | 1703 | 1667 | 1763 | 1842 | 1846 |
| Транспорт                                                                  | 255  | 188  | 152  | 148  | 150  | 140  | 138  | 121  | 126  | 124  | 129  | 124  | 117  | 106  | 105  | 105  | 104  | 116  |
| Железная дорога                                                            | 90   | 61   | 38   | 40   | 39   | 39   | 43   | 40   | 40   | 40   | 40   | 39   | 40   | 66   | 66   | 66   | 68   | 68   |
| Дороги, шоссе                                                              | 111  | 92   | 76   | 80   | 81   | 77   | 76   | 69   | 67   | 65   | 65   | 65   | 57   | 26   | 27   | 28   | 28   | 42   |
| Трубопроводный транспорт                                                   | 54   | 35   | 38   | 28   | 30   | 24   | 19   | 12   | 19   | 19   | 24   | 20   | 20   | 14   | 12   | 11   | 7    | 6    |
| Другие сектора                                                             | 4875 | 2852 | 2892 | 3881 | 4234 | 4650 | 4805 | 4476 | 4499 | 4397 | 4726 | 4644 | 4798 | 4652 | 4710 | 4617 | 4716 | 4689 |
| Бытовые потребители                                                        | 1286 | 1161 | 1189 | 1572 | 1728 | 1794 | 2031 | 2000 | 1938 | 1772 | 1776 | 1783 | 1747 | 1759 | 1793 | 1656 | 1670 | 1649 |
| Коммерческий сектор и предприятия общего пользования                       | 1890 | 1441 | 1546 | 2142 | 2331 | 2704 | 2628 | 2335 | 2420 | 2487 | 2798 | 2703 | 2882 | 2725 | 2733 | 2765 | 2856 | 2848 |
| Сельское, лесное хозяйство и рыболовство                                   | 1699 | 250  | 157  | 156  | 165  | 145  | 139  | 135  | 139  | 135  | 148  | 154  | 167  | 166  | 182  | 194  | 190  | 192  |
| Прочие потребители других секторов                                         | 0    | 0    | 0    | 11   | 10   | 7    | 7    | 6    | 2    | 3    | 4    | 4    | 2    | 2    | 2    | 2    | 0    | 0    |

EES EAEC. Относительные расход на собственные нужды* и потери электроэнергии в сетях**, 1990—2019 гг., проценты
EES EAEC. Динамика числа часов использования-брутто по типам электростанций, 1990—2019, часы

EES EAEC. Потребление электроэнергии в отдельных секторах Латвии, 1990—2019, млн. кВт∙ч

Примечание: *к производству-брутто; **к производству-нетто

## Транспорт
AO Rīgas Taksometru parks — самая старая из действующих компаний такси в Латвии, основана в 1948 году. И по сей день она — одна из крупнейших: более сотни таксомоторов, парк микроавтобусов, свыше 400 работников; работает под брендом Red Cab.

### Авиатранспорт
В Латвии большинство авиапассажиров и грузовых перевозок проходит через международный аэропорт «Рига», который является ведущей системой воздушного сообщения и транспортной системы в трех странах Балтии. Аэропорт «Рига» обслуживает почти половину (49 %) всех пассажиров балтийских столиц (для сравнения, в 2016 году аэропорт Таллина (Эстония) обслужил 21 % всех пассажиров и аэропорт Вильнюса (Литва) обслужил 30 %).

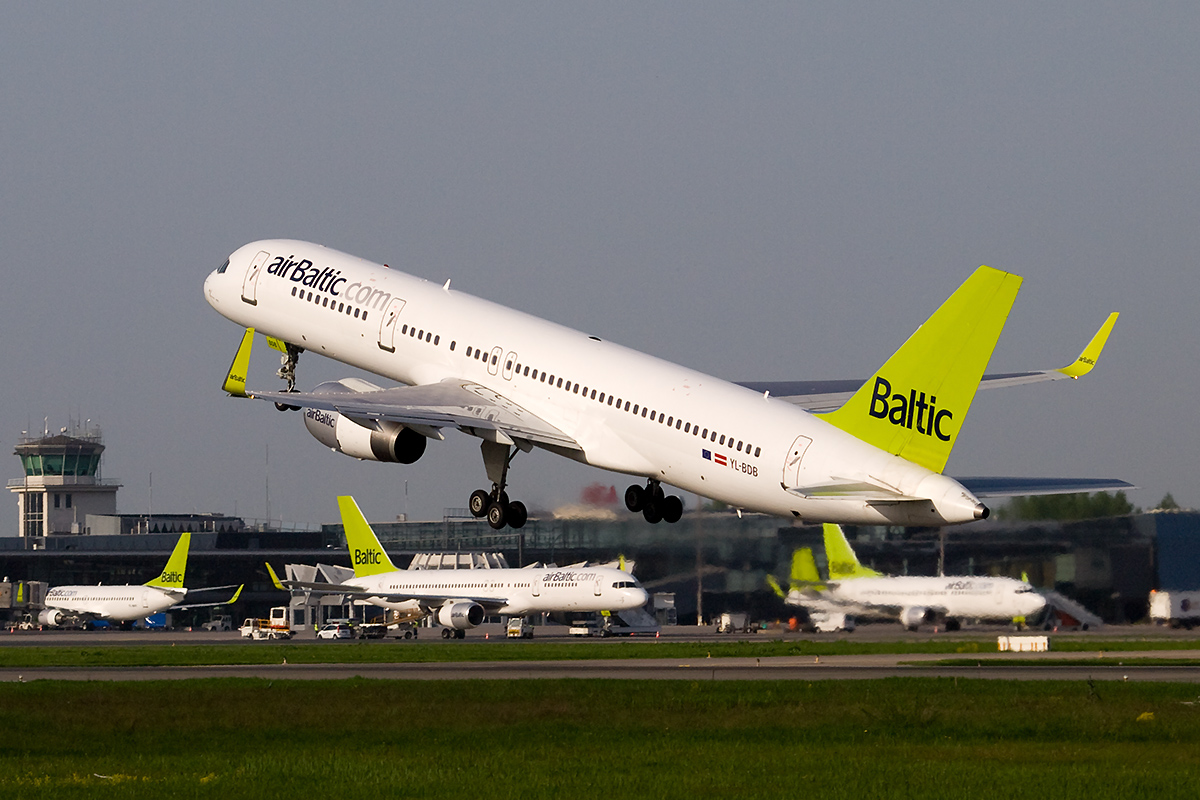
Латвийская национальная авиакомпания AirBaltic

Латвийская авиакомпания A/S «Air Baltic Corporation» (airBaltic) была основана в 1995 году.
В настоящее время airBaltic обслуживает почти 70 пунктов назначения.
Авиакомпания Konkors (ранее Concors) (также имеет крупнейший в Балтии центр по обслуживанию самолётов).

### Транзит
С точки зрения географии Латвия находится в уникальном месте — на берегу Балтийского моря, в самом центре Прибалтийских стран, что позволяет в течение столетий находиться на пересечении крупных международных торговых путей. С XIV века Латвия являлась основным центром торговли между западом и востоком, к тому же Рига была центром Ганзейского союза — первой в истории мировой экономики зоне свободной торговли.
Транспортные коридоры пересекают Латвию с востока на запад и с севера на юг. Анализ статистики показывает, что основной поток грузов, как правило — транзитных, перемещается с востока на запад через латвийские порты, соединяя Россию, страны СНГ и Азии не только с Западной Европой, но и со всем миром.
Транспорт и логистика вносят значительный вклад в ВВП Латвии (9 % в 2018 году). Более 8 % работающего населения в Латвии вовлечено в деятельность по обеспечению транспортных перевозок и обслуживанию транзитных грузов.
Собственно доходы от транзита составили в 2018 г. примерно 3 % от ВВП страны.
Более 80 % оборота в латвийских портах и на железных дорогах и все перевозки нефти и нефтепродуктов, осуществляемые через систему магистральных трубопроводов, являются транзитом.
В составе общего объёма перевозок в стране объём железнодорожных грузовых перевозок составляет примерно 48 %, а пассажирские перевозки — 8 %. В структуре железнодорожных перевозок 98 % составляют международные перевозки, в основном из России и Беларуси в латвийские порты (Восточно-Западный транзитный коридор), внутренние перевозки составляют примерно 2 %, что объясняется сравнительно небольшими расстояниями. В целом в 2016 году по железной дороге было перевезено 48 млн тонн груза.
В конце 2010-х политика «моста между Востоком и Западом» премьером К. Кариньшом объявлена «бесперспективной» (это произошло после перенаправления потоков с востока на Усть-Лугу и падения транзита на десятки процентов).

## Туризм

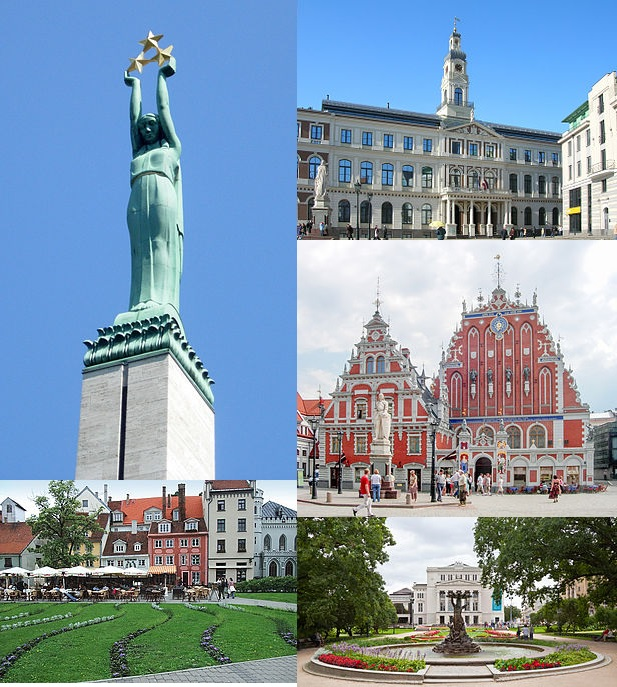
Центральная часть Риги включена в список всемирного наследия UNESCO

По данным Центрального статистического управления, 2017 году иностранные туристы пересекли границу Латвии 7,726 млн раз — на 13,7 % больше, чем в 2016 году, потратили в стране 691,9 млн евро — на 46,7 млн евро или 7,2 % больше, чем в 2016. Число таких туристов из Великобритании за год увеличилось на 95,7 %, из Германии — на 31,8 %, России — на 9,3 %, Швеции — на 7,3 %.Из всех пересекавших границу Латвии иностранных туристов 59,1 % использовали воздушный транспорт, 36,7 % — автотранспорт, 0,6 % — морской, 3,6 % — железнодорожный транспорт.
1991 г., центр Риги, выстроенный в стиле модерн, был признан объектом Всемирного наследия ЮНЕСКО. Старый город Риги, открывшийся для массового туризма после появления бюджетных авиарейсов, можно осмотреть пешком. Здесь туриста ждет большой выбор баров и ресторанов. До нового города без труда можно доехать на одном из быстрых и современных автобусов и трамваев.
Юрмала является вторым по популярности местом посещения зарубежных туристов после Риги. Согласно данным статистики, количество туристов в Юрмале в первой половине 2017 года выросло на 30,35 % по сравнению с первым полугодием прошлого года. Если проанализировать распределение гостей города по странам, то наибольший прирост наблюдается из Германии — количество гостей из этой страны удвоилось. Значительное увеличение количества туристов было также из Израиля (+66 %), Швеции (+59 %), Великобритании (+31 %), Литвы (+30 %), Польши (+30 %), России (+23 %) и Норвегии (+15 %). Число туристов в Юрмале за первые три месяца 2018 года по сравнению с тем же периодом 2017 года увеличилось на 23 %.

## Внешняя торговля

### Экспорт и импорт

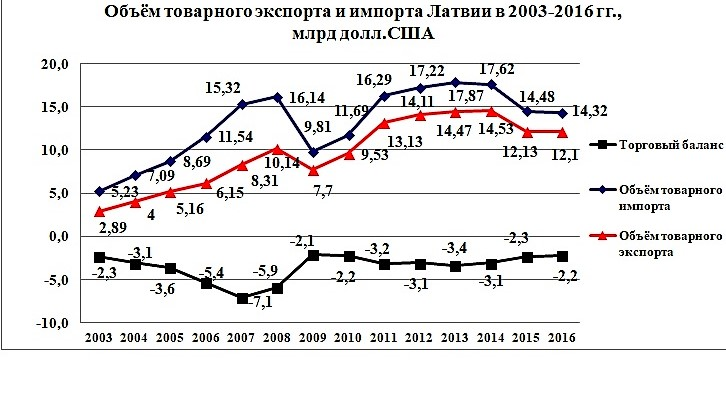
Объём экспорта и импорта Латвии в 2003—2016 гг., млрд долл. США

Со времени вступления в Европейский союз в 2004 г. объём экспорта и импорта Латвии постоянно увеличивался до 2008 г.: совокупный рост экспорта и импорта за этот период составил 253,0 % и 228,0 % соответственно. Мировой кризис 2007—2008 годов существенно обвалил экономику страны: в 2009 г. вывоз товаров составил всего лишь 7,7 млрд долл. США а ввоз — 9,81 млрд. К 2011 г. экспорт и импорт страны совершили огромный скачок, увеличившись почти в 2 раза по сравнению с 2009 г. благодаря эффективным мерам правительства по восстановлению экономики. Латвия пошла по пути «внутренней девальвации», сократив социальные и прочие расходы. Тем самым была снижена роль внутреннего рынка в развитии страны и усилена роль внешнего — отныне страна была переориентирована на экспорт. Определённое значение сыграла и финансовая помощь МВФ и ЕС: в декабре 2008 г. страна согласовала с организациями кредит объёмом свыше 10 млрд долл. США. В период с 2011 по 2014 гг. экспорт и импорт страны росли небольшими, но уверенными темпами (совокупный рост составил 108 % и 108,2 %, соответственно), однако санкции США и ЕС против России и ответные меры России в 2014—2015 гг. существенно ударили по экономике страны.
В результате, в период в 2013 по 2016 год, латвийский экспорт в Россию снизился на 32 %, но он составляет лишь 8,4 % от общего экспорта Латвии. В то же время Латвия увеличила объёмы экспорта с другими рынками в тот же период. Экспорт товаров в страны ЕС увеличился.
Объём внешней торговли Латвии в 2017 году был 32,8 млрд евро. Это на 3,1 млрд евро или 10,5 % больше, чем в 2016 году.
Объём экспорта Латвии в 2017 году составил 16,2 млрд евро, что на 8,5 % больше, чем в 2016 году. В свою очередь, общий объём импорта в 2017 году составил 16,6 млрд евро, что на 12,6 % больше, чем в предыдущем году.
Крупнейшими партнёрами Латвии по экспорту являются Литва, Эстония, Россия, Германия, Швеция, Великобритания, Дания и Польша. В целом в страны ЕС Латвия вывозит 70 % общего объёма экспорта.
В 2020 году латвийский экспорт товаров достиг рекордного уровня. В 2020 году стоимость экспорта латвийских товаров составила 13,19 миллиарда евро — на 224 миллиона евро, или 1,7 % больше, чем в 2019 году, и это на сегодняшний день самый высокий показатель экспорта в истории Латвии. Стоимость импорта товаров достигла 15,08 млрд евро, что на 836,6 млн евро, или на 5,3 % меньше, чем в 2019 году. Внешнеторговый оборот Латвии в текущих ценах достиг 28,27 миллиарда евро — на 612,5 миллиона евро, или на 2,1 % меньше, чем в 2019 году. Самыми важными товарами в экспорте Латвии в 2020 году были древесина, изделия из дерева и древесный уголь; электрические приборы и оборудование; механизмы и механические устройства. Древесина, изделия из дерева и древесный уголь в основном экспортировались в Великобританию (21,7 %), Эстонию (13 %) и Швецию (9,3 %), электрические приборы и оборудование — в Литву (23,3 %), Эстонию (10,2 %) и Россию (9,5 %), машины и механические устройства — в Литву (19 %), Россию (18,7 %) и Эстонию (13,6 %). В 2020 году товары экспортировались из Латвии в 197 стран мира. В пятёрку крупнейших партнёров по экспорту вошли Литва, Эстония, Россия, Германия и Швеция. На их долю пришлось 49,7 % от общей стоимости экспорта. Больше всего машин, механических устройств и электрического оборудования экспортировалось в Литву, сельскохозяйственных и пищевых продуктов в Эстонию, Россию и Германию, а также древесины и изделий из дерева в Швецию.
Самыми важными товарами в импорте Латвии в прошлом году были электрические приборы и оборудование; механизмы и механические устройства; наземные транспортные средства и их части. Электроприборы и оборудование в основном импортировались из Литвы (14,3 %), Китая (13,6 %) и Польши (9,6 %), машины и механические устройства — из Германии (17,6 %), Литвы (12,2 %) и Польши (9,8 %), наземные транспортные средства и их части — из Германии (31,2 %), Эстонии (19,8 %) и Польши (9,6 %). В 2020 году в Латвию были импортированы товары из 163 стран мира. В пятёрку крупнейших партнёров по импорту вошли Литва, Германия, Польша, Эстония и Россия. На их долю приходилось 53 % от общей стоимости импорта. Больше всего сельскохозяйственных и пищевых продуктов импортировалось из Литвы и Эстонии, машин, механических устройств и электрооборудования — из Германии и Польши, а неблагородные металлы и изделия из них — из России.
Эпидемиологический кризис, вызванный Covid-19 в 2020 году, стимулировал торговлю некоторыми конкретными товарами. Импорт средств защиты полости рта и носа в 2020 году увеличился на 37,7 млн евро или в семь раз по сравнению с 2019 годом, причем в основном эти товары были импортированы из Китая — 30,8 млн евро или 70 %. Экспорт этих товаров увеличился на 9,5 млн евро или 85,8 % и был в основном экспортирован в Швецию — 31,7 %, Эстонию — 13,6 % и Германию — 11,6 %. Диагностические или лабораторные реактивы, в том числе импорт тест-наборов на Covid-19 увеличился на 21,7 млн евро или 71,5 %. Большая часть этой продукции была импортирована из Украины — 31,6 %, Германии — 15,4 % и Китая — 12,4 %.
| Товарная позиция                                                                 | Объём экспорта, млн долл. США | Доля в мировом экспорте, % |
| Древесина и изделия из неё; древесный уголь                                      | 2,496                         | 1,9                        |
| Электротехника и оборудование                                                    | 1,891                         | 0                          |
| Машины, механические приборы и устройства, детали ядерных реакторов, котлы       | 963                           | 0                          |
| Злаки                                                                            | 739                           | 0,6                        |
| Транспортные средства, кроме железнодорожного или трамвайного подвижного состава | 663                           | 0,1                        |
| Напитки, спиртные напитки и уксус                                                | 659                           | 0,6                        |

В товарной структуре экспорта наибольший удельный вес занимает сектор машиностроения — суммарная доля продукции этой отрасли составляет 22,8 %. Латвийский сектор машиностроения является краеугольным камнем экономики страны.
На втором месте в укрупнённой товарной структуре экспорта находится сектор деревообработки — доля товаров этой отрасли составляет 17,3 %. Доминирующее положение этой отрасли можно объяснить следующими особенностями: Латвия является одной из богатейших лесными ресурсами стран Европы. На 2016 год площадь лесов составляла почти 54 % от территории страны.

#### Реэкспорт нефти
Топливный сектор замыкает тройку лидеров товарной структуры экспорта страны: его доля составляет 4,6 %. Выгодное географическое положение Латвии и наличие двух больших портов, с помощью которых осуществляется транзит грузов, Вентспилсского и Рижского, помогало осуществлять реэкспорт нефти и нефтепродуктов из России и Белоруссии. Латвия, не имея своих энергоресурсов, закупала у России электроэнергию и углеводороды.
| Товарная позиция                                                                 | Объём импорта, млн долл. США | Доля в мировом импорте, % |
| Электротехника и оборудование                                                    | 2,185                        | 0,1                       |
| Машины, механические приборы и устройства, детали ядерных реакторов, котлы       | 1,713                        | 0,1                       |
| Транспортные средства, кроме железнодорожного или трамвайного подвижного состава | 1,203                        | 0,1                       |
| Минеральное топливо, нефть и продукты их перегонки; битумные вещества            | 1,075                        | 0,1                       |
| Фармацевтические продукты                                                        | 758                          | 0,1                       |

В структуре импорта Латвии преобладает электротехника, составляя 11,6 % от общего объёма импорта. В первую очередь, это сотовые телефоны, мониторы и проекторы, что связано с отсутствием их производства внутри страны. Значительный удельный вес в данной товарной категории занимают различные электрические приборы и устройства, необходимые для поддержания эффективного производства электротехники и машиностроения Латвии .
Поскольку Латвия импортирует основные виды топлива и также являлась реэкспортёром российской нефти, это добавляло весомую долю минерального топлива к её импорту, позволяя занять ему четвертую позицию в товарной структуре с общей долей 8,6 %.
В Латвии исторически сформировалась научно-исследовательская и промышленная база для производства сложных химических и фармацевтических продуктов. Латвийская ССР была крупным центром размещения этих секторов в бывшем Советском Союзе — в советские времена 25 % новых прорывных технологий создавались именно здесь. Несмотря на довольно неплохое развитие фармацевтики в стране, определённый объём фармпродукции всё же требуется закупать за рубежом. Объём импорта фармацевтических продуктов в общем импорте составляет 4,7 %.
| Страна-партнёр | Объём экспорта, млн долл. США | Доля в экспорте Латвии, % |
| Литва          | 2,484                         | 16,4                      |
| Эстония        | 1,772                         | 11,7                      |
| Россия         | 1,281                         | 8,5                       |
| Германия       | 1,101                         | 7,3                       |
| Великобритания | 871                           | 5,7                       |

| Страна-партнёр | Объём импорта, млн долл. США | Доля в импорте Латвии, % |
| Литва          | 3 109                        | 17,9                     |
| Германия       | 1 803                        | 10,4                     |
| Польша         | 1 765                        | 10,2                     |
| Эстония        | 1 470                        | 8,5                      |
| Россия         | 1 066                        | 6,1                      |

В географической структуре экспорта и импорта преобладают страны Европейского союза: Литва, Эстония, Германия, Швеция, Польша. В 2016 г. в страны ЕС Латвия вывезла 71 % общего объёма экспорта . Внешнеторговая активность латвийских хозяйствующих субъектов концентрируется на традиционном взаимодействии с другими государствами Балтии — Эстонией и Литвой. Доля экспорта в прибалтийские страны в суммарном экспорте Латвии составляет 30,4 %, а доля импорта — 25,5 %. Это объяснимо наличием идентичной социо-технологической культуры производства и потребления, а также историко-экономической совместимостью потенциальных требований, пожеланий и возможностей рынков этих стран. Россия занимала третью позицию по объёму экспорта, — преимущественно в Российскую Федерацию экспортировались спиртные напитки, машины, детали ядерных реакторов и лекарственные препараты. Зависимость Латвии от российских поставок нефти, железа, стали, зерна и прочих продуктов также обеспечивали России пятую позицию по объёму импорта.

### Импорт и экспорт услуг
| Отрасль                      | 2006 | 2007 | 2008 | 2009 | 2010 | 2011 | 2012 | 2013 | 2014 | 2015 | 2016 |
| ---------------------------- | ---- | ---- | ---- | ---- | ---- | ---- | ---- | ---- | ---- | ---- | ---- |
| Экспорт услуг, валовой       | 3034 | 4375 | 5371 | 4387 | 4039 | 4825 | 4840 | 5178 | 5112 | 4480 | 4696 |
| Услуги, связанные с товарами | 181  | 266  | 280  | 186  | 144  | 165  | 171  | 193  | 81   | 62   | 64   |
| Транспорт                    | 1423 | 1886 | 2321 | 1954 | 1829 | 2249 | 2249 | 2233 | 2121 | 1759 | 1687 |
| Туризм                       | 480  | 672  | 801  | 724  | 641  | 767  | 747  | 864  | 954  | 895  | 867  |
| Прочие услуги                | 950  | 1550 | 1968 | 1522 | 1425 | 1624 | 1624 | 1888 | 1956 | 1763 | 2077 |

| Отрасль                      | 2006 | 2007 | 2008 | 2009 | 2010 | 2011 | 2012 | 2013 | 2014 | 2015 | 2016 |
| ---------------------------- | ---- | ---- | ---- | ---- | ---- | ---- | ---- | ---- | ---- | ---- | ---- |
| Импорт услуг, валовой        | 2045 | 2815 | 3321 | 2403 | 2316 | 2768 | 2756 | 2824 | 2787 | 2521 | 2618 |
| Услуги, связанные с товарами | 22   | 39   | 44   | 17   | 12   | 14   | 14   | 9    | 7    | 13   | 14   |
| Транспорт                    | 646  | 794  | 829  | 581  | 664  | 819  | 858  | 867  | 906  | 806  | 751  |
| Туризм                       | 704  | 928  | 1139 | 798  | 649  | 763  | 680  | 714  | 712  | 614  | 696  |
| Прочие услуги                | 672  | 1055 | 1309 | 1007 | 992  | 1172 | 1204 | 1233 | 1162 | 1087 | 1156 |

В отраслевой структуре экономики Латвии сфера услуг занимает значительное место, формирует до 70 % ВВП страны.
Самые важные экспортные услуги Латвии — транспортные услуги (автомобильный, морской и железнодорожный транспорт). Также увеличиваются доходы от экспорта в следующих сферах: строительные услуги, транспортные услуги (особенно почтовые услуги), компьютерные и IT-услуги.
Основной импорт услуг Латвии — транспортные услуги (автомобильный, морской и железнодорожный транспорт) и услуги для туристов.

### Внешнеторговое регулирование
После вступления Латвии в Европейский союз (ЕС) в 2004 г. были отменены таможенные границы между Латвией и другими странами ЕС; таким образом, гарантируется свободное движение товаров в пределах общего рынка. Таможенные процедуры в Латвии, как и в других странах — участницах ЕС, определяются таможенными актами ЕС. Национальное законодательство регулирует только те области, которые не регулируют таможенные акты ЕС . Таможенные сборы применяют только к тем товарам, которые импортируются из стран, которые не являются странами участницами ЕС. Так как величины таможенного сбора на всей территории ЕС одинаковы, то таможенный сбор импортер платит в соответствии с величинами, определёнными актами ЕС.
| Импортные пошлины ЕС по товарным группам в 2016 г. \| Товарная группа \| Средняя ставка таможенной пошлины для товарной группы , % \| \| Молочная продукция \| 5,3 \| \| Съедобные овощи и корневые растения \| 8,5 \| \| Фрукты и орехи \| 5,9 \| \| Кофе, чай и специи \| 6,1 \| \| Продукты из зерновых \| 2,2 \| \| Семена масличных культур, жиры и масла \| 1,1 \| \| Сахара и кондитерские изделия \| 6,8 \| \| Табачная продукция \| 57,0 \| \| Фармацевтическая продукция \| 0,0 \| \| Рыба и морепродукты \| 10,8 \| \| Металлы и минералы \| 0,8 \| \| Шерсть \| 3,5 \| \| Хлопок \| 6,1 \| \| Текстиль \| 5,9 \| \| Кожа, обувь и т.д \| 11,1 \| \| Железо и сталь \| 0,3 \| |                                                           |
| --- | --------------------------------------------------------- |
| Товарная группа | Средняя ставка таможенной пошлины для товарной группы , % |
| Молочная продукция | 5,3                                                       |
| Съедобные овощи и корневые растения | 8,5                                                       |
| Фрукты и орехи | 5,9                                                       |
| Кофе, чай и специи | 6,1                                                       |
| Продукты из зерновых | 2,2                                                       |
| Семена масличных культур, жиры и масла | 1,1                                                       |
| Сахара и кондитерские изделия | 6,8                                                       |
| Табачная продукция | 57,0                                                      |
| Фармацевтическая продукция | 0,0                                                       |
| Рыба и морепродукты | 10,8                                                      |
| Металлы и минералы | 0,8                                                       |
| Шерсть | 3,5                                                       |
| Хлопок | 6,1                                                       |
| Текстиль | 5,9                                                       |
| Кожа, обувь и т.д | 11,1                                                      |
| Железо и сталь | 0,3                                                       |

Наиболее высокой ставкой облагается импорт в ЕС табака и табачных изделий, импортная пошлина на которые составляет 57 %. Данные налоговые меры считаются важным инструментом сокращения потребления табака, особенно среди молодежи.

## Социальная сфера
Социальная политика Латвии базируется на принципе солидарного страхования старости, болезни и безработицы и преемственности некоторых элементов советской системы здравоохранения и образования. После вступления в ЕС Латвия реализует ряд социальных программ, софинансируемых из фондов ЕС, охватывающих занятость молодёжи и сениоров, пожизненное образование и смену профессий для длительно не работающих людей.

## Трудовые ресурсы и занятость
Население Латвии — 1 973 000 человек (10.2015); согласно официальным данным МИД Латвии, на 1 декабря 2015 за пределами страны проживают примерно 370 000 латвийцев (см. Население Латвии).
Трудоспособное население всего — 969 200 человек (2015Q3). (мужчины 486 600 человек; женщины 482 600 человек)
Занятое население всего — 901 600 человек (2015Q3). (мужчины 431 300 человек; женщины 441 300 человек)
Занятое население по секторам (2015Q2: всего занято 874 491 человек):
- Государственный сектор 291 145 человек
- Частный сектор: 583 346 человек

[http://data.csb.gov.lv/pxweb/en/Sociala/Sociala__ikgad__nodarb/NB0010.px/table/tableViewLayout2/?rxid=a79839fe-11ba-4ecd-8cc3-4035692c5fc8 Latvijas Statistika

После быстрого сокращения числа занятых в период экономического спада, по мере улучшения экономической ситуации, наблюдается положительная тенденция в динамике занятого населения. Если в 2010 году было занято только 850,7 тыс. человек или 52 % населения в возрасте 15—74 года, то в 2015 году было занято 896,1 тыс. человек или 60,8 %, а в 4-м квартале 2017 года в Латвии работало 902,2 тыс. человек, что составляет 62,9 % населения.
С 4-го квартала 2012 года уровень занятости в Латвии превысил средний уровень государств — членов Европейского союза (ЕС) (60,2 % в ЕС в третьем квартале 2017 года). В 4 квартале 2017 года он был на 0,2 процентных пункта выше, чем в Литве (63,5 %), но ниже, чем в Эстонии (68,4 %).
В Латвии, как и в среднем в ЕС, наиболее занятые работы в сфере услуг. В 2015 году в этом секторе в Латвии работало чуть более двух третей или 68,4 % занятых. Из всех сотрудников сферы услуг три процента или 60,8 % работали в секторе торговых услуг (торговля, транспорт, жилье и продовольственные услуги, информационные и коммуникационные услуги, финансовые операции и операции с недвижимостью), но почти две пятых или 39,2 %. В секторе услуг, таких как государственное управление, образование, здравоохранение и социальная помощь, искусство, развлечения, отдых и т. д., Почти четверть или 23,6 % занятых заняты в производственном секторе, а 7,9 % в сельскохозяйственном секторе, что превышает средний показатель по ЕС (2015 год) в год — 4,4 %). В 2015 году немногим более двух пятых (41,3 %) занятых работали на управленческих и специализированных профессиях, чуть более четверти (26 %) были квалифицированными рабочими, пятой (20,4 %) — служащими и работниками сферы услуг, но наименее — 12,3 % — работал в обычных профессиях. Самая большая проблема (как и в других странах новых членов ЕС), увеличивающийся с каждым годом дефицит трудоспособной рабочей сила, и рост количества пенсионеров, в связи с низкой рождаемостью и высокой эмиграцией населения в другие, более богатые, страны ЕС, что в свою очередь заставляет работодателей больше платит своим работникам, тем самым искусственно повышая зарплаты, что приводит к дисбалансу между производительностью и размером заработной платой.
В третьем квартале 2016 года работало 894 288 человек, из них в частном секторе занятых 608 151 рабочих, из них 286 137 государственных служащих, в том числе в государственных учреждений 59 968 сотрудников, а также 63 000 — в различных фондов, ассоциаций и фондов, а также коммерческие компании с государственным или муниципальным капиталом не менее 50 % (к ним относятся, например, «Латвийская железная дорога», «Латвийская почта», «Latvenergo», «Латвийские государственные леса», «Рига Трафик», «Рига дом менеджер» и другие 48 000 сотрудников, работающих в государственных и местных органов власти контролируется и финансируется за счет капитальных компаний[неизвестный термин]; к ним относятся, например, Рижская восточная клиническая университетская больница, Латвийское управление дорожного обслуживания, Управление дорожной безопасности (CSDD), Латвийская национальная опера и балет, Государственная недвижимость, Латвийское телевидение и другие компании).
В государственных и муниципальных бюджетных учреждениях работают 17 500 сотрудников.
На основе общего числа работающих — в Латвии 6,6 % работают в государственных бюджетных учреждениях (среднее государство-член ЕС 6,90 %).
В 2014—2021 гг. число сотрудников в латвийских компаниях сократилось с 773 774 до 709 595.
При этом количество ликвидированных в 2015 году предприятий выросло на 57 %, новых предприятий зарегистрировано 13 483 (−10 % к 2014 году, −5 % к 2007 году), ликвидировано существующих предприятий 10 068 (+39 % к 2013 году, +60 % к 2013 году, −10 % к 2007 году). 62 % зарегистрированных в 2015 предприятий имели основной капитал менее 10 евро. Ликвидировано: в 2007 году — 3 949, в 2013 году — 3949, в 2014 году — 6171, в 2015 году — 10 068 предприятий.
С 2016 года количество ликвидированных компаний в стране превышает количество вновь созданных)
Безработица
| Год                   | 1992  | 1995  | 2000   | 2005   | 2010   | 2015  | 2020  | 2021  | 2022  | 2023 (прогноз) |
| --------------------- | ----- | ----- | ------ | ------ | ------ | ----- | ----- | ----- | ----- | -------------- |
| Уровень безработицы % | 3,178 | 6,951 | 14,342 | 10,042 | 19,475 | 9,875 | 8,099 | 7,557 | 6,947 | 7,037          |

С 2015 года работнику предоставлено право требовать выплаты зарплатой платы «в другое время», например, со следующей зарплатой. Максимальный срок трудового договора заключенного между работодателем и работником не может превышать 5 лет. Сотрудник, на попечительстве которого находится один или два ребёнка в возрасте до 14 лет, имеет право на один дополнительный день оплачиваемого отпуска в течение года.
Донор крови (по согласованию с работодателем) имеет право на однодневный дополнительный оплачиваемый отпуск (но не позже года после даты сдачи крови); работодатель обязан оплачивать не более пяти таких дней в течение календарного года.
Работодатель должен отпускные выплачивать не позже, чем за день до начала отпуска.
Работник, на попечении которого находится ребёнок в возрасте до 18 лет, имеет право на кратковременное отсутствие на рабочем месте (по согласованию) в случае, если ребёнок заболел, произошёл несчастный случай или если родителю надо принять участие в проверке здоровья ребёнка.
Работодатель имеет право удержать не более 20 % из зарплатой платы работника в качестве компенсации ущерба; после удержания заработная плата сотрудника не может быть меньше суммы минимальной зарплатой платы и выплаты за детей (находящихся на иждивении).
Согласно нормам трудового права, за сверхурочную работу работник должен получать доплату в размере 100 %.

## Доходы населения
Ежемесячная зарплата в Латвии колеблется от минимальной зарплаты в 740 евро брутто для низкоквалифицированных работников в промышленном секторе и в сфере розничных продаж и свыше 10 000 евро брутто для топ-менеджеров в крупнейших международных компаниях.
По данным Центрального статистического бюро Латвии, среднемесячная зарплата в Латвии в четвёртом квартале 2018 года составляла 1004 евро брутто. Зарплаты в рижском районе примерно на 10 % выше средней зарплаты в Латвии, а в других регионах зарплаты на 15-30 % ниже среднего, самые низкие зарплаты — в Латгалии (восточном регионе Латвии). Это не относится к высококвалифицированным специалистам и самым востребованным должностям — уровни заработной платы одинаковы по всей стране. Например, высококвалифицированные инженеры и персонал по управлению производством часто нанимают в Риге на работу в областные заводы путем поддержания соответствующих уровней зарплат. За пять лет, с 2017 по 2022 год, зарплата в сфере медицины выросла почти вдвое. Эта отрасль стала рекордсменом по росту заработной платы с ростом на 97,5 %. Средняя заработная плата за это время увеличилась на 48,3 %. С другой стороны, заработная плата в госуправлении за это время увеличилась на 36,3 %.
Средняя заработная плата по стране в 2024 году составила 1685 евро; её среднегодовой рост в 2014—2024 гг. составил 8,12 %.
| Год                                      | 1990 | 1995 | 2000 | 2005 | 2010 | 2015 | 2020  | 2021  | 2022  | 2023  | 2024  |
| ---------------------------------------- | ---- | ---- | ---- | ---- | ---- | ---- | ----- | ----- | ----- | ----- | ----- |
| Среднемесячная заработная плата (брутто) | €2   | €127 | €213 | €350 | €633 | €818 | €1143 | €1277 | €1373 | €1537 | €1685 |

Для сравнения, средняя валовая заработная плата в соседних странах составила: в Эстонии — 1832 евро, в Белоруссии — 580 евро, в России — 731 евро.
С 1 сентября 2023 года минимальная заработная плата учителей составляет 1224 евро, а воспитателей дошкольных учреждений — 1240 евро. С 2022 года минимальный размер оплаты труда врачей составляет 1555 евро (брутто) и 1132,23 евро (нетто), а медсестер и фельдшеров — 1032 евро (брутто) и 797,99 евро (нетто). С 1 апреля 2023 года средняя заработная плата врачей составляет 2083 евро (брутто) и 1591,43 евро (нетто), а медицинских работников и лиц, оказывающих помощь пациентам — 1303 евро (брутто) и 1032,95 евро (нетто).
С 4 ноября 2019 года, по данным генерального соглашения, минимальная заработная плата в строительстве составит 780 евро (брутто), плюс возможность получения 5 % бонуса, если работник получил соответствующее образование, что гарантирует минимальную заработную плату в размере 820 евро (брутто). Генеральное соглашение было принято на заседании Генеральной ассамблеи строительства. 17 апреля 2019 года президент Латвии Раймонд Вейонис объявил о внесении изменений в Закон о труде, что дает возможность передать генеральное соглашение о строительстве для публикации в официальном журнале Латвийской Республики «Latvijas Vēstnesis» (опубликовано 3 мая 2019 года). Сбор подписей подрядчиков, необходимых для заключения генерального строительного договора, начался 10 мая 2018 года. Генеральное соглашение на 2019 год подписано 313 строительными компаниями с общим оборотом 974 млн евро, что составляет 56,13 % от общего оборота отрасли (данные 2017 года). Чтобы генеральное соглашение вступило в силу, оно должно было быть подписано не менее чем половиной компаний в строительной отрасли. При этом соглашение становится обязательным и для тех, кто его не подписал. С 1 января 2025 года, по данным генерального соглашения, минимальная заработная плата в строительстве составит 1050 евро (брутто) в месяц и 6,29 евро в час.
По состоянию на март 2025 года средний размер оплаты труда в Латвии составляет 1812 евро (брутто). Самую высокую среднюю зарплату получают в Риге — 2018 евро, а самую низкую — в Латгалии — 1277 евро, что составляет около 70,47 % от средней по стране и 63,28 % от средней по Риге.

510- 593
594- 676
677- 759
760- 842
843- 925
926-1008
1009-1091
1092-1170
Средняя заработная плата брутто 2017 (евро).
ЦСУ

С 1 января 2025 года минимальный размер оплаты труда составляет 740 евро (брутто) и 623,46 (нетто) в месяц. В 2024 году минимальный размер оплаты труда составлял 700 евро (брутто) и 585,82 (нетто) в месяц. В 2023 году минимальный размер оплаты труда составлял 620 евро (брутто) и 534,69 (нетто) в месяц. С 01.01.2021 по 31.12.2022 года минимальный размер оплаты труда (до уплаты налогов, брутто) оставался неизменным и составлял 500 евро в месяц и 2,93 евро в час, но рос в чистом эквиваленте, с ростом не облагаемого налогового минимума с 300 евро до 350 евро, 418 евро (нетто, в 2021 году) и 428 евро (нетто, с 01.01.2022 по 30.06.2022 года), и с 350 евро до 500 евро, 447,50 евро (нетто, с 01.07.2022 года).. С 01.01.2018 по 31.12.2020 года минимальный размер оплаты труда (до уплаты налогов, брутто) оставался неизменным и составлял 430 евро в месяц и 2,48 евро в час, но рос в чистом эквиваленте, с ростом не облагаемого налогом минимума с 200 евро до 300 евро, 346,16 евро (нетто, в 2018 году), 352,16 евро (нетто, в 2019 году) и 366,16 евро (нетто, в 2020 году). (в 2017 году — 380 евро, в 2016 — 370 евро, в 2015 — 360 евро, в 2014 — 320 евро)
В 2016—2017 годах минимальная почасовая тарифная ставка составляла 2,16 евро, а для подростков и лиц, подверженных особому риску — 2,477 евро.
В 2023 году, по данным ЦСУ (Центрального статистического управления), 131 584 жителя Латвии получили минимальную зарплату или зарплату ниже минимальной. Это 17,0 % от общего количества работников в стране.
По состоянию на июль 2024 года, по данным ЦСУ (Центрального статистического управления), 112 604 жителя Латвии получили минимальную зарплату или зарплату ниже минимальной. Это 14,4 % от общего количества работников в стране.
Минимальная зарплата (минимальный уровень заработной платы) — самая низкая ежемесячная оплата труда за полный рабочий день, который составляет восемь часов в сутки или 40 часов в неделю. Правительство устанавливает размер минимальной зарплаты, чтобы защитить работников с низким уровнем квалификации и производительности труда. Минимальная зарплата также является «единичной ставкой» для расчета различных пошлин, пособий, штрафов, а также размера убытков.
По словам экономиста Swedbank Агнесе Бученице, рост заработной платы по-прежнему обусловлен нехваткой рабочей силы.
Прочее
- В 2014 году проживающие и работающие за рубежом латвийцы перевели в Латвию 717 миллионов евро, а за 11 месяцев 2015 года — 516 миллионов евро.[122]
- В сентябре 2015 года зарплата 48,3 % работников (после уплаты налогов) не превышала 450 евро в месяц, в том числе 22,7 % работников имели минимальную зарплату зарплату или меньшую.[179]
- Институт финансов частных лиц Swedbank приводит расчет расходов на приобретение электроэнергии частными лицами c 01.01.2015, после «открытия рынка» (либерализации рынка) электроэнергии: наибольший рост счетов за электричество (около 40 %) ожидает домохозяйства, потребляющие до 100 кВт/ч в месяц; для домохозяйств с потреблением 400 кВт/ч в месяц подорожание составит около 14 %.
- По состоянию на 1-м квартал 2022 года гендерный разрыв в оплате труда в Латвии составляет 16,5 %.[180]
- В начале сентября 2014 года доходы в объёме минимальной зарплаты или менее получали около 200,1 тыс. человек, в том числе в частном секторе насчитывалось 174 600 таких работников, в муниципальном секторе — 16 100, а в общественном секторе — 9300.[176]

По результатам социологического опроса, проведённого в 2015 году:
- 12 % жителей признали, что в обычный месяц им легко покрыть все расходы и оплатить все счета;
- 42 % опрошенных за последний год оказывались в ситуации, когда их доходов не хватало на покрытие повседневных необходимых для жизни регулярных расходов;
- для 56 % домохозяйств главным источником доходов является зарплата, 21 % — пенсия по возрасту, 6 % — свой бизнес, 5 % — пособия или другие выплаты от государства.
- 68 % опрошенных находились в постоянном поиске возможности дополнительно заработать.[181]

По результатам социологического опроса, проведённого в 2017 году:
- 48 % жителей признали, что их доходов хватает на покупку еды и одежды, однако крупные покупки типа бытовой техники им не по карману;
- около 20 % жителей сказали, что могут осуществлять крупные покупки, однако не способны купить реально дорогие вещи типа автомобиля или квартиры;
- только 1 % жителей Латвии могут себе позволить купить всё, что захочется.

По результатам социологического опроса, проведённого в 2022 году:
- 35 % жителей признали, что их доходов хватает на покупку еды и одежды, однако крупные покупки, такие как покупка холодильника или телевизора, им не по карману;
- 32 % жителей сказали, что могут осуществлять крупные покупки, однако не способны купить очень дорогие и эксклюзивные вещи типа квартиры или дачи;
- лишь 4 % жителей Латвии могут себе позволить купить всё, что захочется.
- 36 % респондентов заявили, что скорее довольны своим материальным положением.
- 27 % респондентов заявили, что скорее недовольны своим материальным положением, а около десятой части или 11 % опрошенных очень недовольны.
- 21 % респондентов заявили, что их дохода достаточно для покупки еды, но недостаточно для покупки других предметов первой необходимости, таких как одежда, не говоря уже о более дорогих покупках.

## Налогообложение
Зарплатные налоги (2015):
- Социальное страхование (часть работодателя) — 23,59 %
- Социальное страхование (часть работника) — 10,50 %
- Подоходный налог с населения — 23 %
- (с 1 января 2016) «Налог солидарности» — 34,09 %. Для наемных работников (работник 10,5 % и работодатель 23,59 %) или самозанятых лиц, если их годовой доход превышает 48 600 евро[38][184]. Налогообложению подлежит только часть дохода, превышающая 48 600 евро (в год). Налог не поступает в бюджет Социального страхования (откуда выплачиваются пенсии и пособия), а будет направлен в основной бюджет страны (из него финансируют расходы госсектора).
- (с 1 января 2017) Обязательные минимальные (прим: с размера минимальной зарплаты) взносы социального страхования для всех работников микропредприятий[38].

Подоходный налог с населения (ПНН)
ПНН применяется к доходам после вычета необлагаемого налогом минимума (см. далее).
- Ставка ПНН в 2015 году — 23 %[185]. (2014 — 24 %, 2013 — 24 %[186], 2012 — 25 %[25])
  - (c 1 января 2016) ставка ПНН сохранена[187] на уровне 23 %.

В 2012 году правительством приняты поправки к «Закону о ПНН». Согласно изменениям в законе, с января 2013 года ПНН будет снижен с 25 % до 24 %, в 2014 году до 22 %, а в 2015 году — до 20 %.
10 мая 2012 коалиционными партиями был принят план пошагового снижения ставки ПНН на период с 2013 до 2015 года. Ставка ПНН должна снизится до 20 % в 2015 году.
С 2009 года ставка подоходного налога с населения была снижена с 25 до 23 %. Однако к концу года было принято решение поднять его с 2010 года до 26 %.
Необлагаемый налогом минимум доходов (ННМД)
- (с 01.01.2023) ННМД работников и пенсионеров составляет 500 евро в месяц и 6000 евро в год.[169][191][192][192]

Налог на добавленную стоимость (НДС, PVN)
- Текущая (2015) ставка НДС равна 21 %; сниженная ставка НДС — 12 %; НДС на продукты питания — 21 %; НДС на обслуживание жилых домов (с 01.06.2016) — 21 %[193]

По состоянию на конец 2015 от уплаты НДС освобождены театральные и цирковые представления, концерты, детские мероприятия, посещения государственно признанных музеев, библиотек, выставок, зоологического и ботанического садов.
Корпоративные налоги (2015)
- Подоходный налог с предприятий — 15 %
- Налог для микропредприятия — 9 % / 11 %
  - (с 01.01.2016) Налог для микропредприятия — в 13 %[37] (отложено до 2017 года)
  - (с 01.01.2017) Налог для микропредприятия — в 15 %[37]

Прочие налоговые ставки (2015)
- Налог на недвижимость (жилая недвижимость) — 0,2—3,0 %
- Налог на недвижимость (прочая недвижимость) − 1,5—3,0 %
- Налоги частных лиц на прирост капитала — 15 %
- Налоги частных лиц на доход от капитала (проценты дивиденды и т. п.) — 10 %

## Прочая информация
- С 1 января 2015 вступили в силу поправки к закону о налогах и пошлинах, согласно которым при выполнении ряда критериев члены правления коммерческих обществ становятся персонально ответственными за непогашенные налоговые задолженности коммерческих лиц. СГД не будет взыскивать налоговые задолженности с членов правления, если они докажут, что имелись объективные причины для того, чтобы не объявлять коммерческое общество неплатежеспособным[194].